# Cryptocephalus

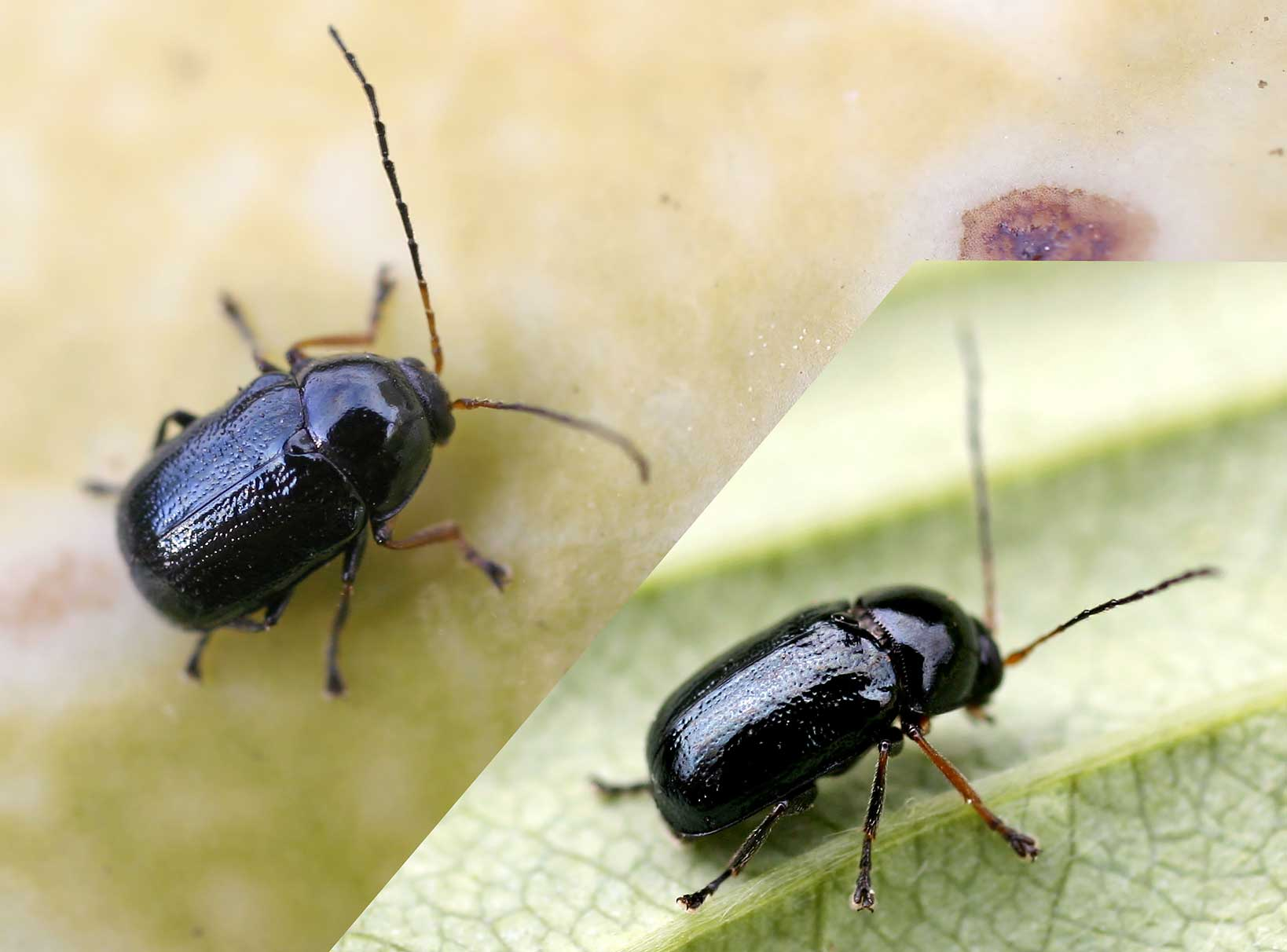
Cryptocephalus nitidus

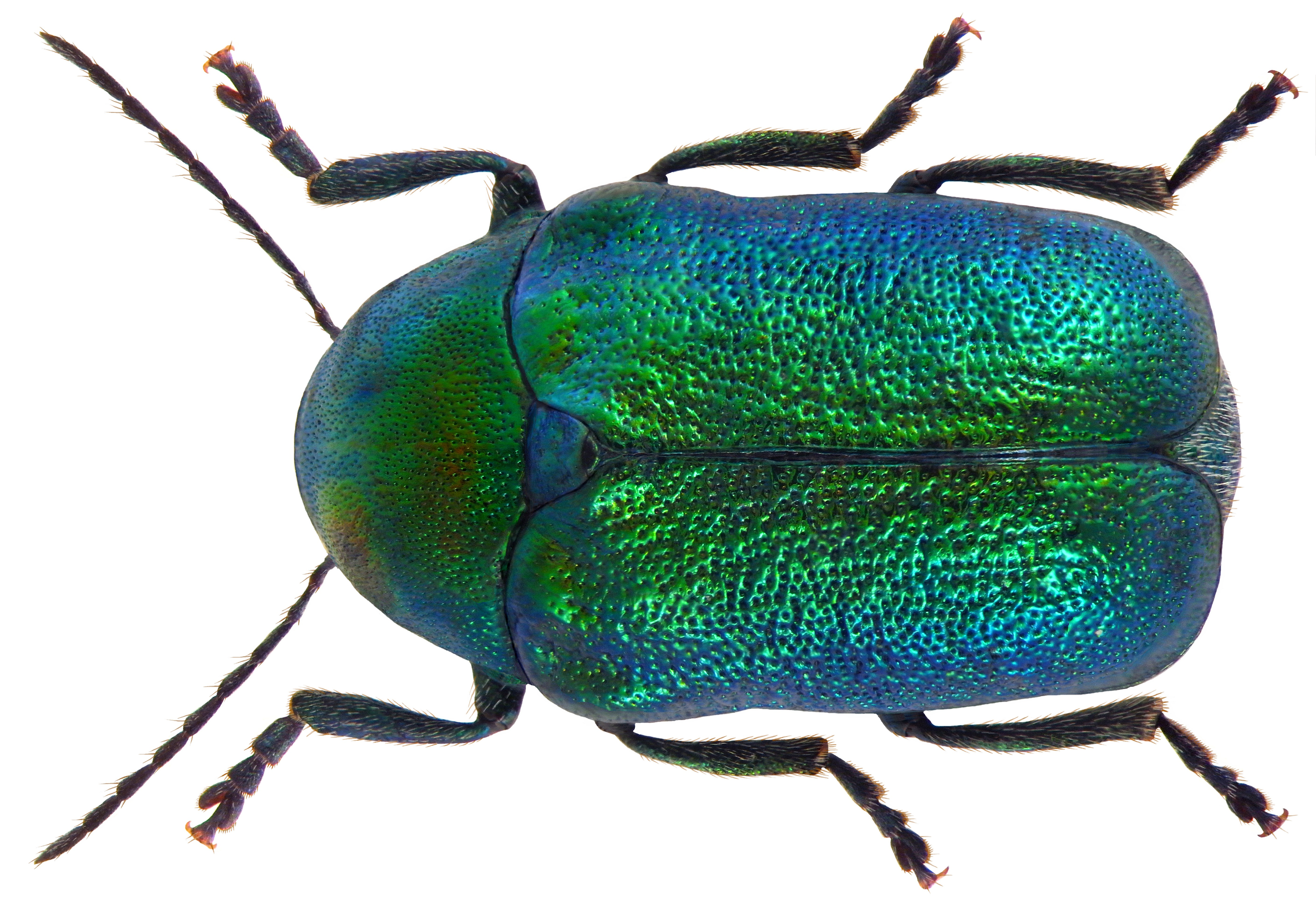
Cryptocephalus aureolus

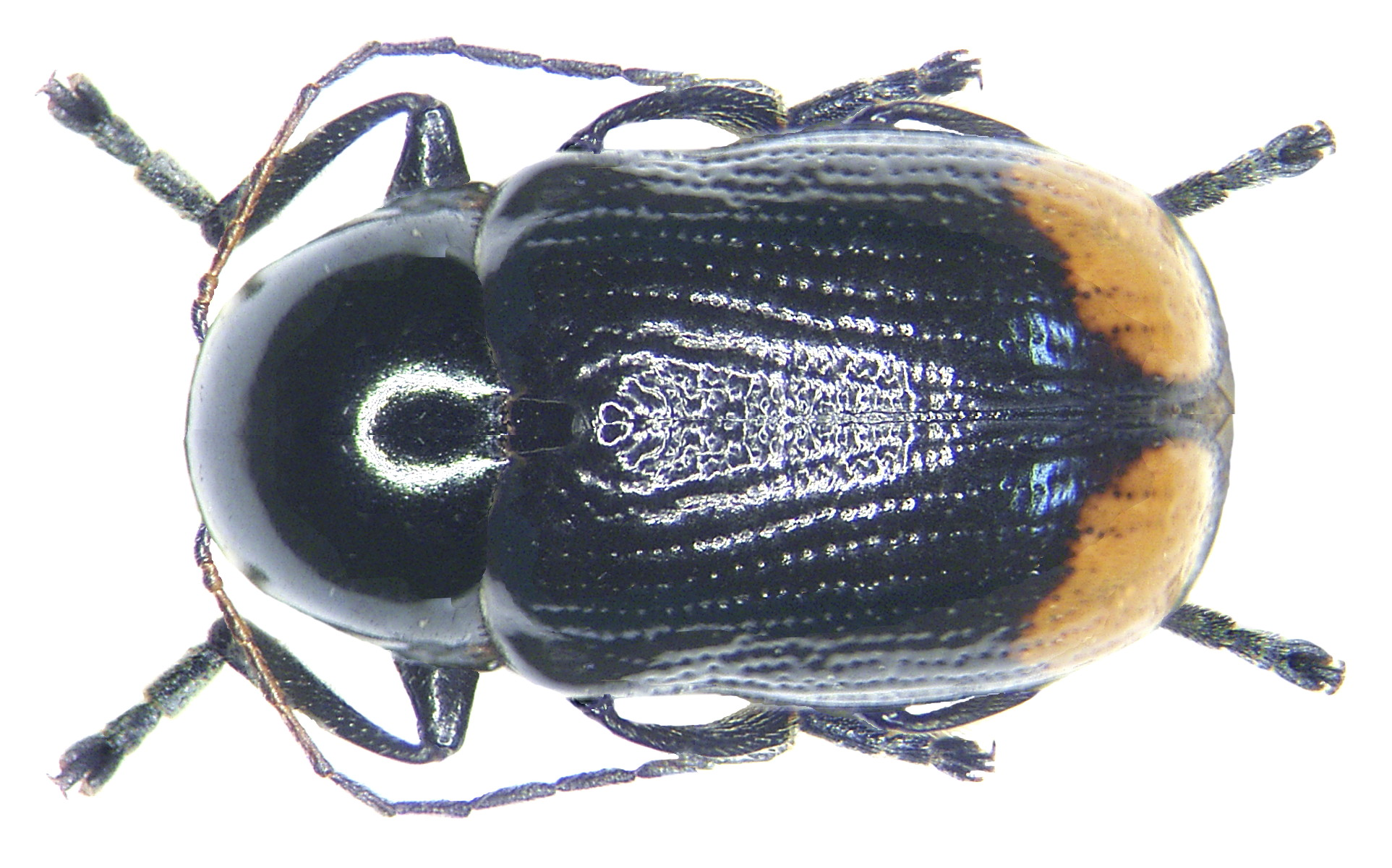
Cryptocephalus biguttatus

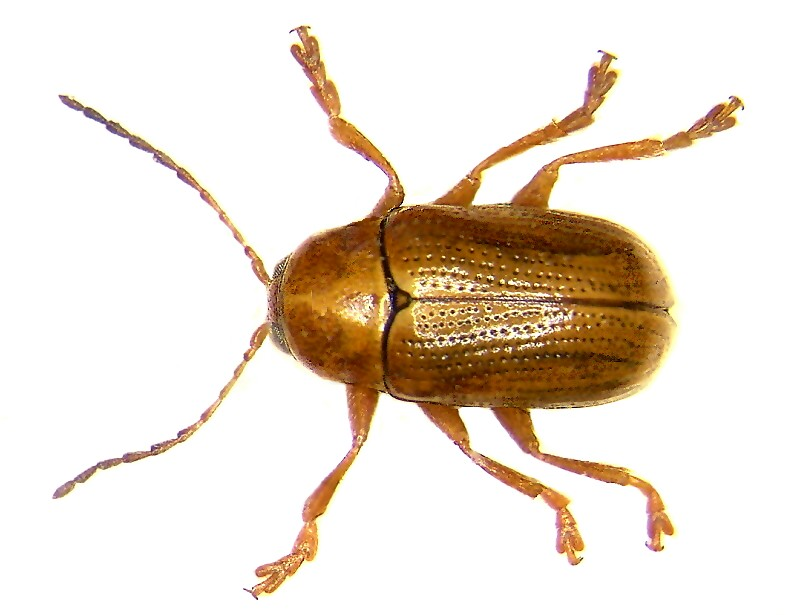
Cryptocephalus cognatus

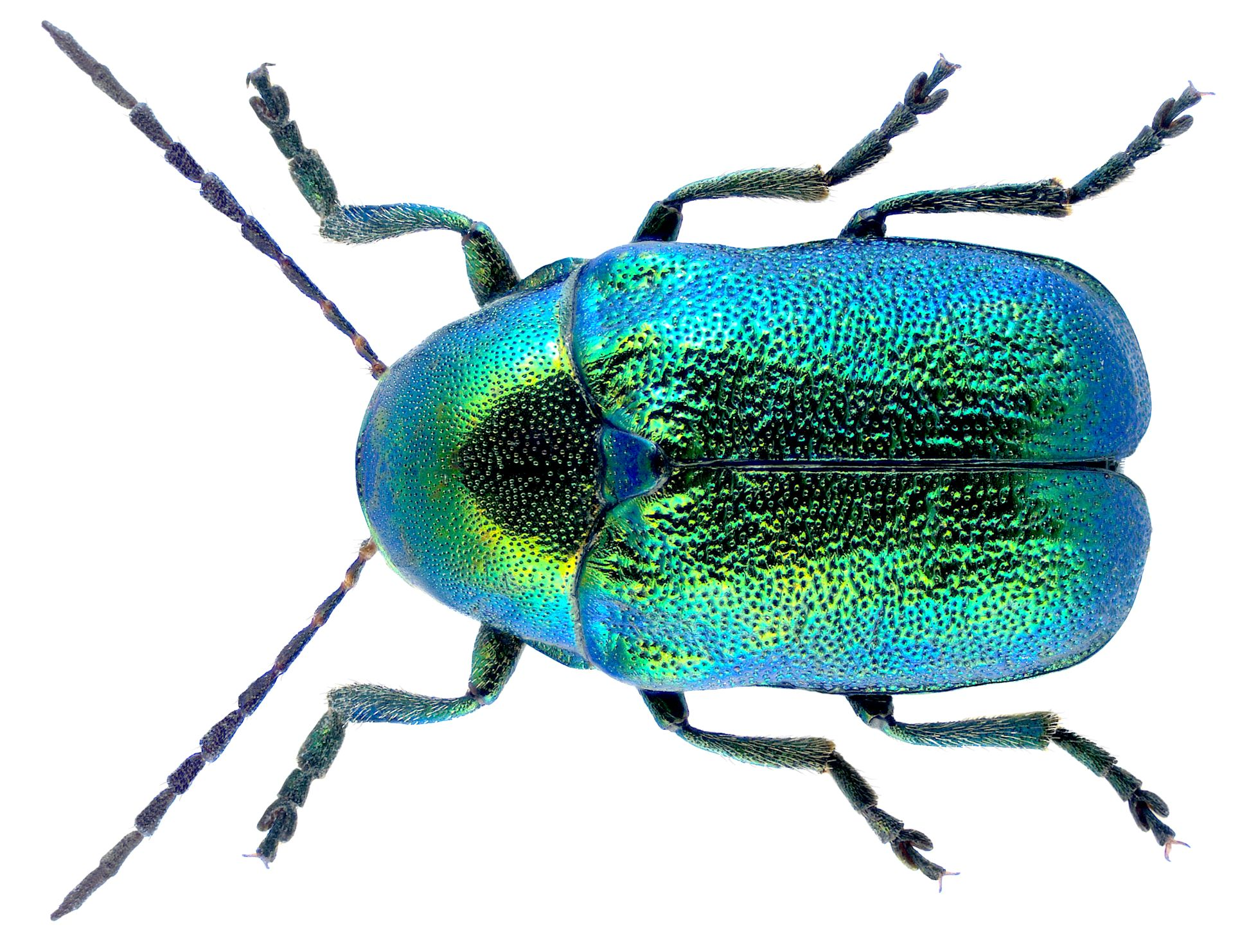
Cryptocephalus aureolus

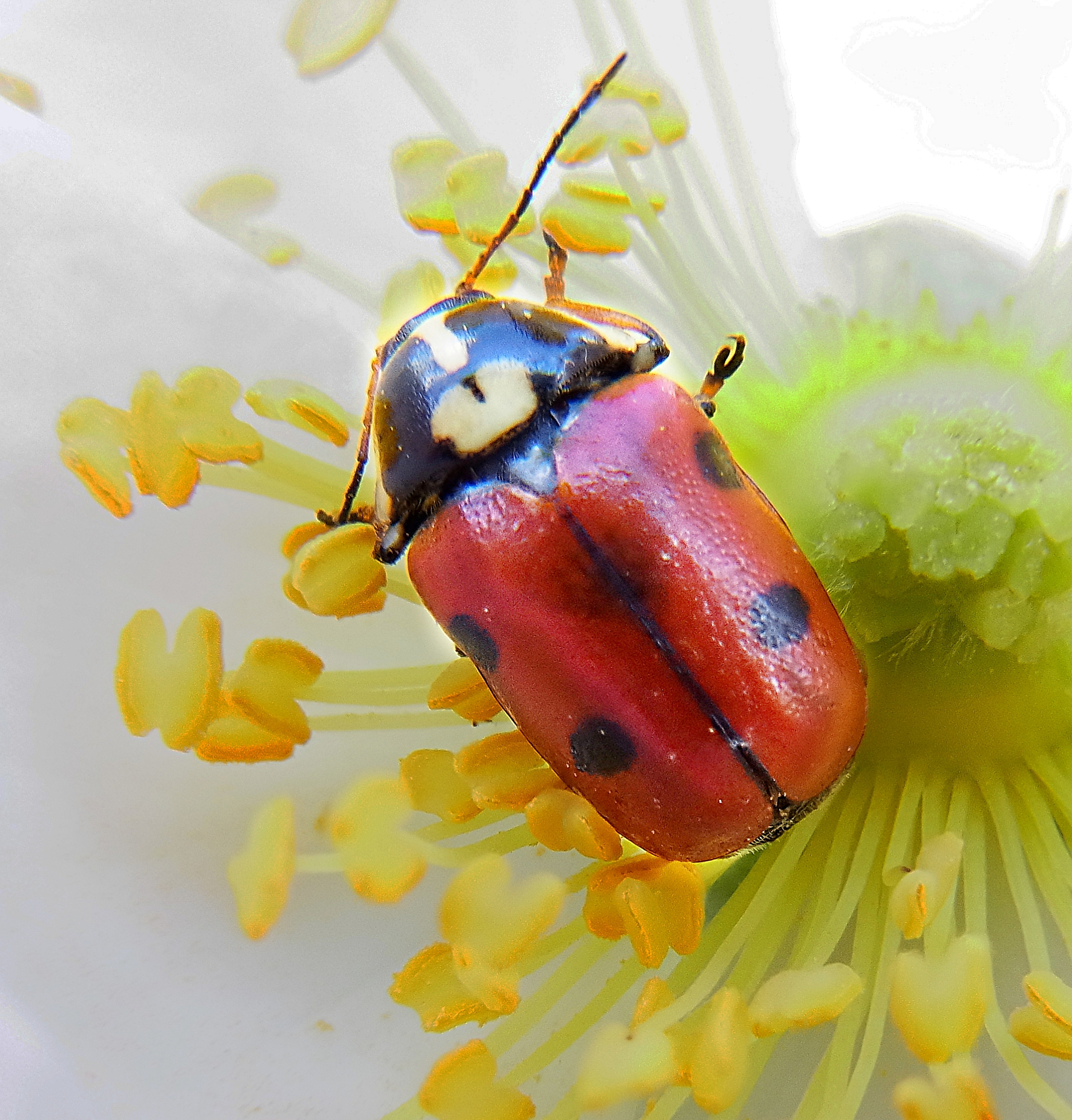
Cryptocephalus cordiger

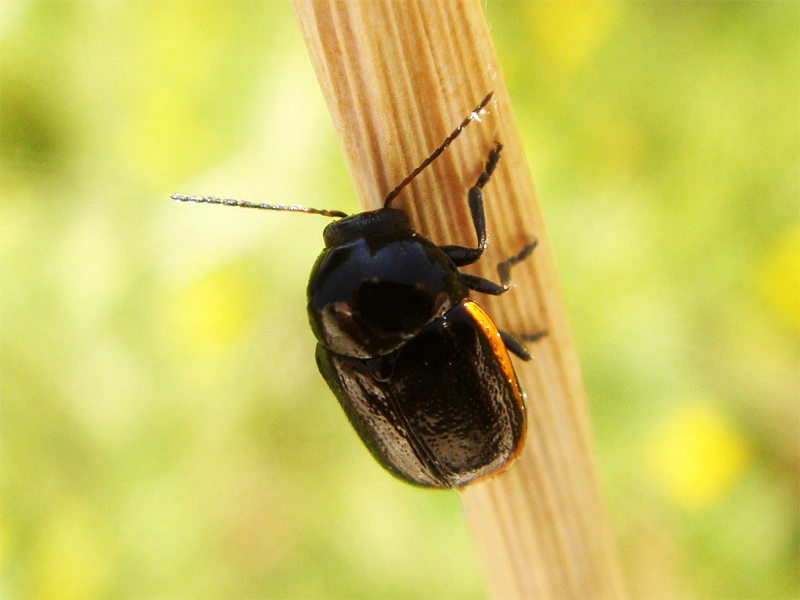
Cryptocephalus tetraspilus

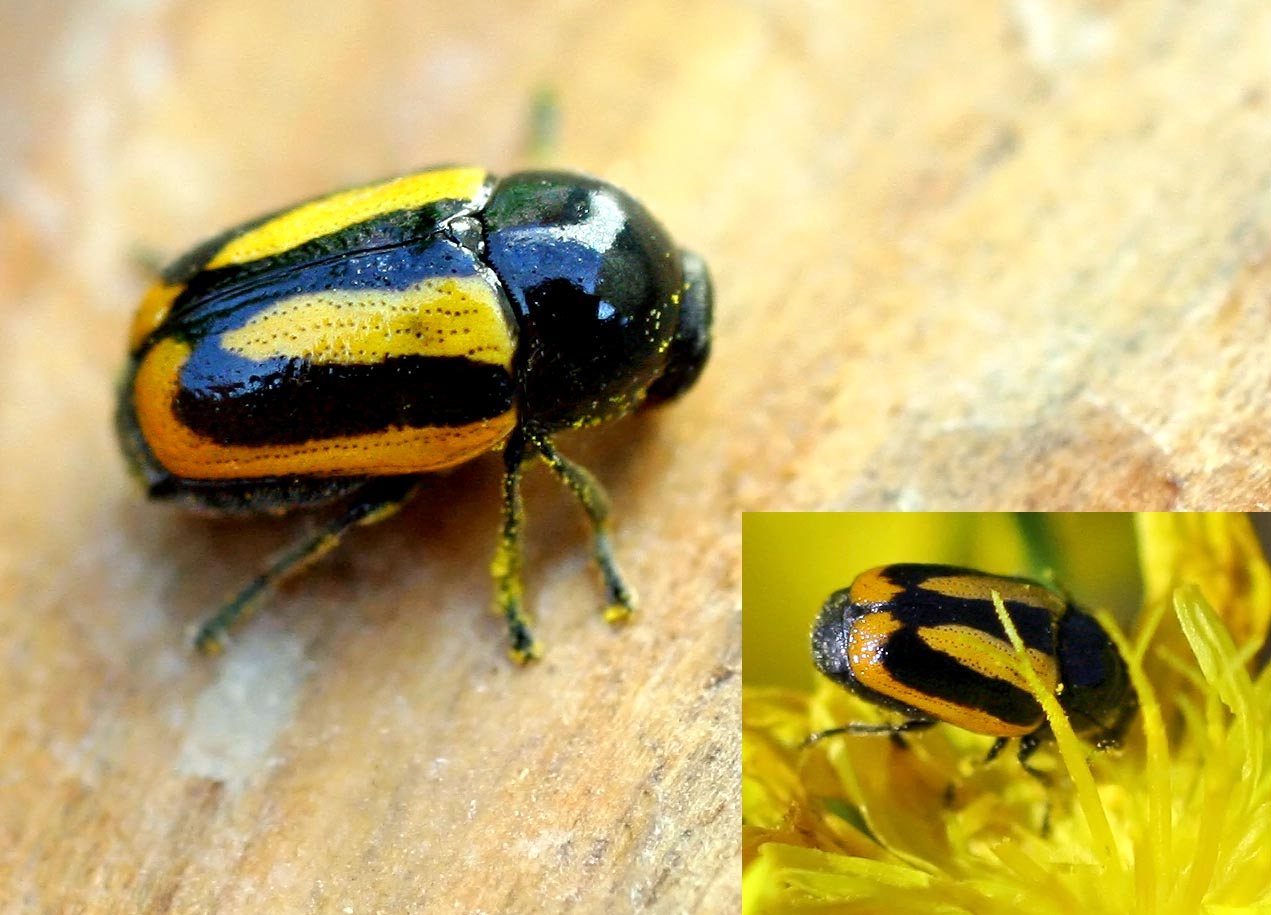
Cryptocephalus vittatus

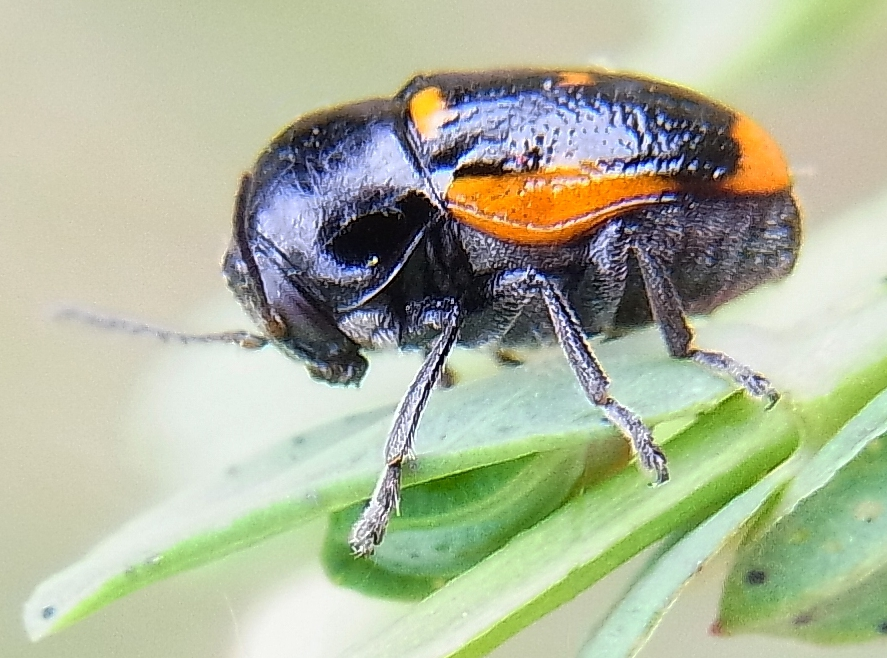
Cryptocephalus sexpustulatus

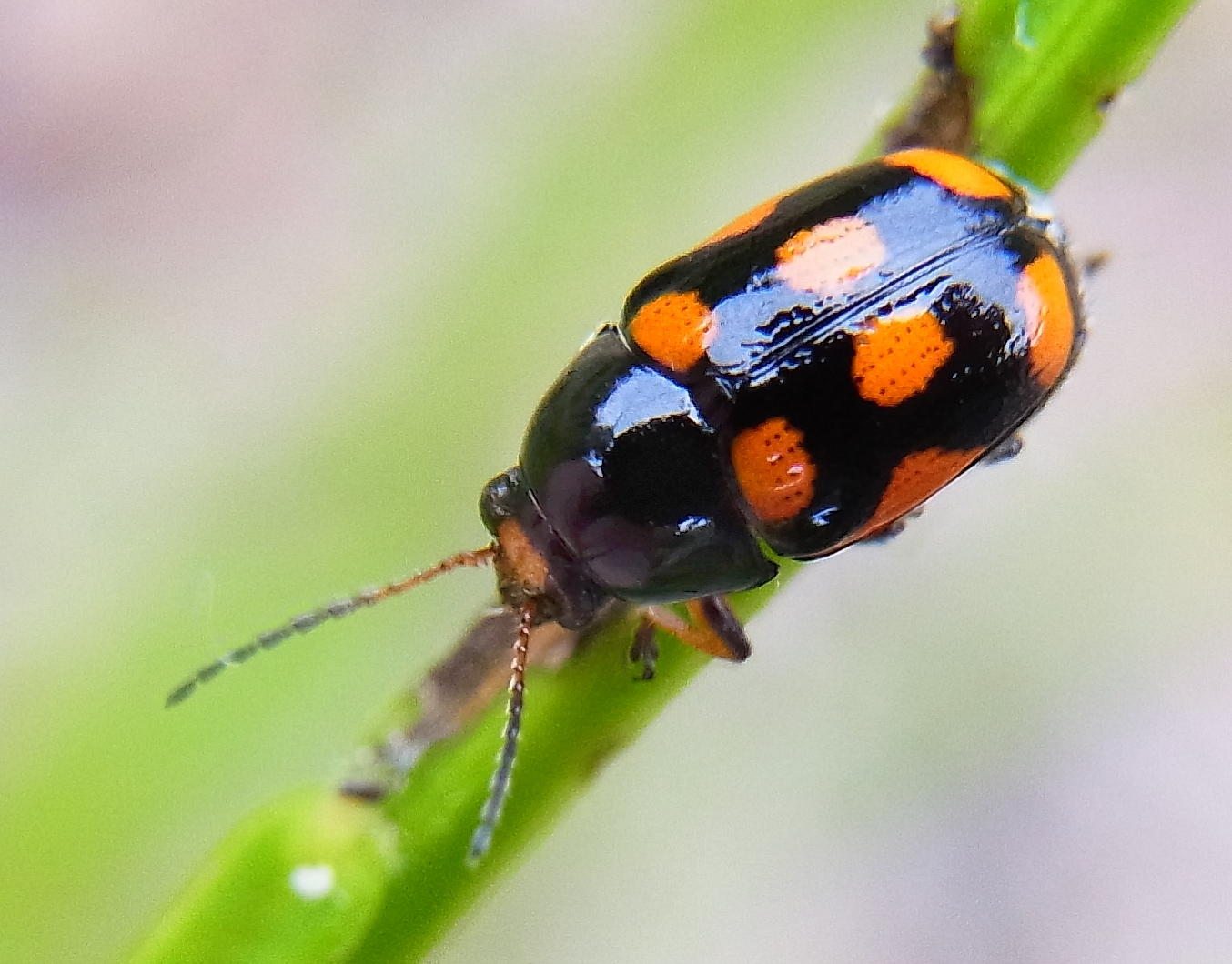
Cryptocephalus octoguttatus

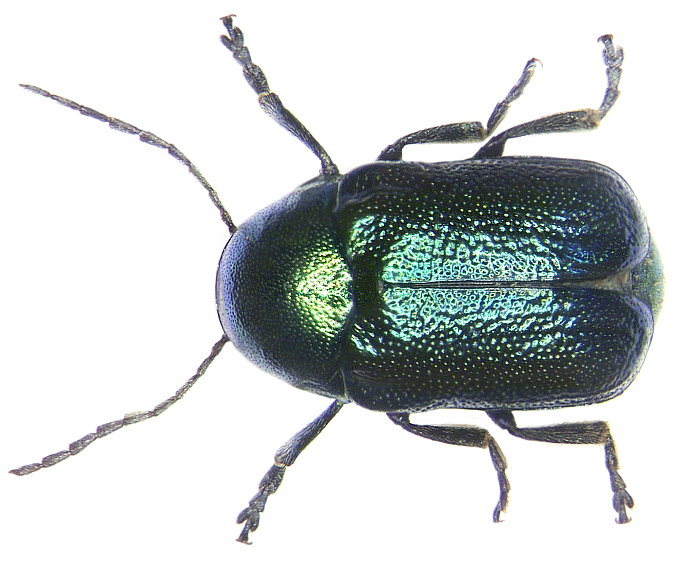
Cryptocephalus hypochaeridis

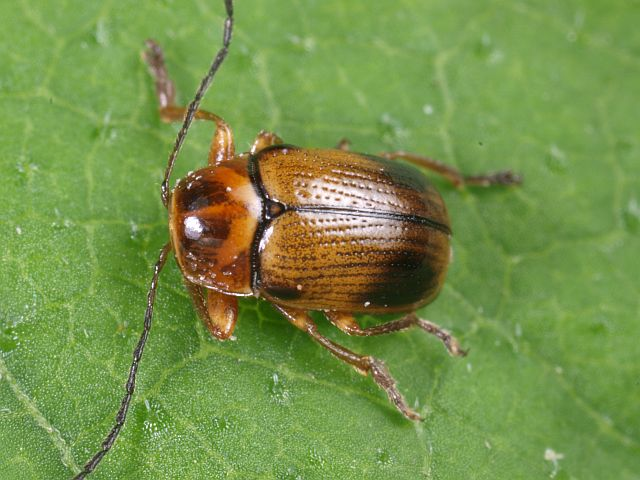
Cryptocephalus pusillus

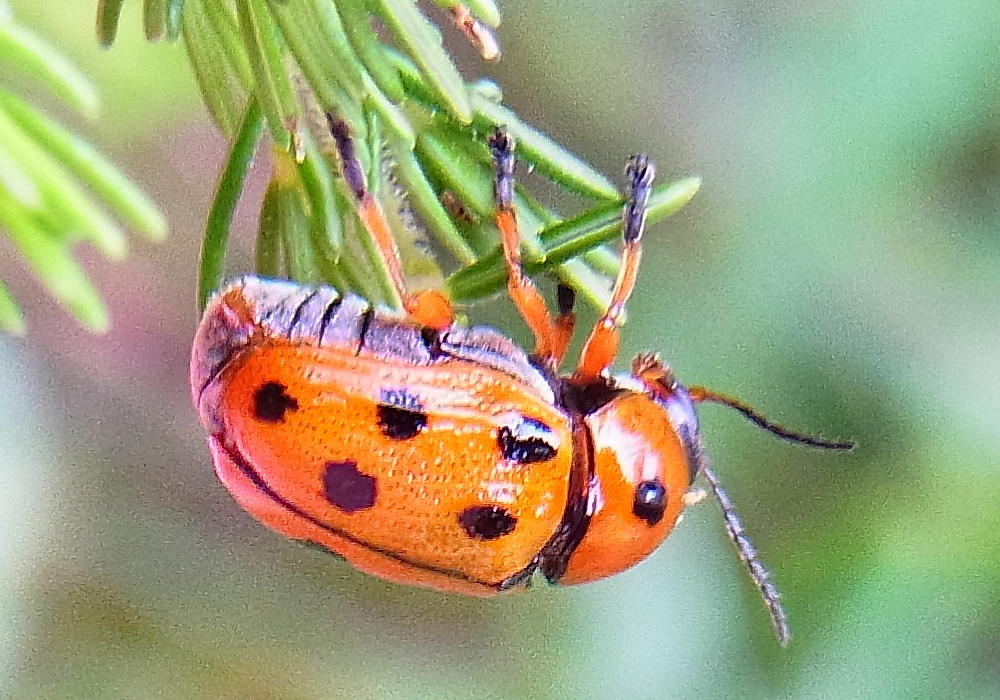
Cryptocephalus cynarae

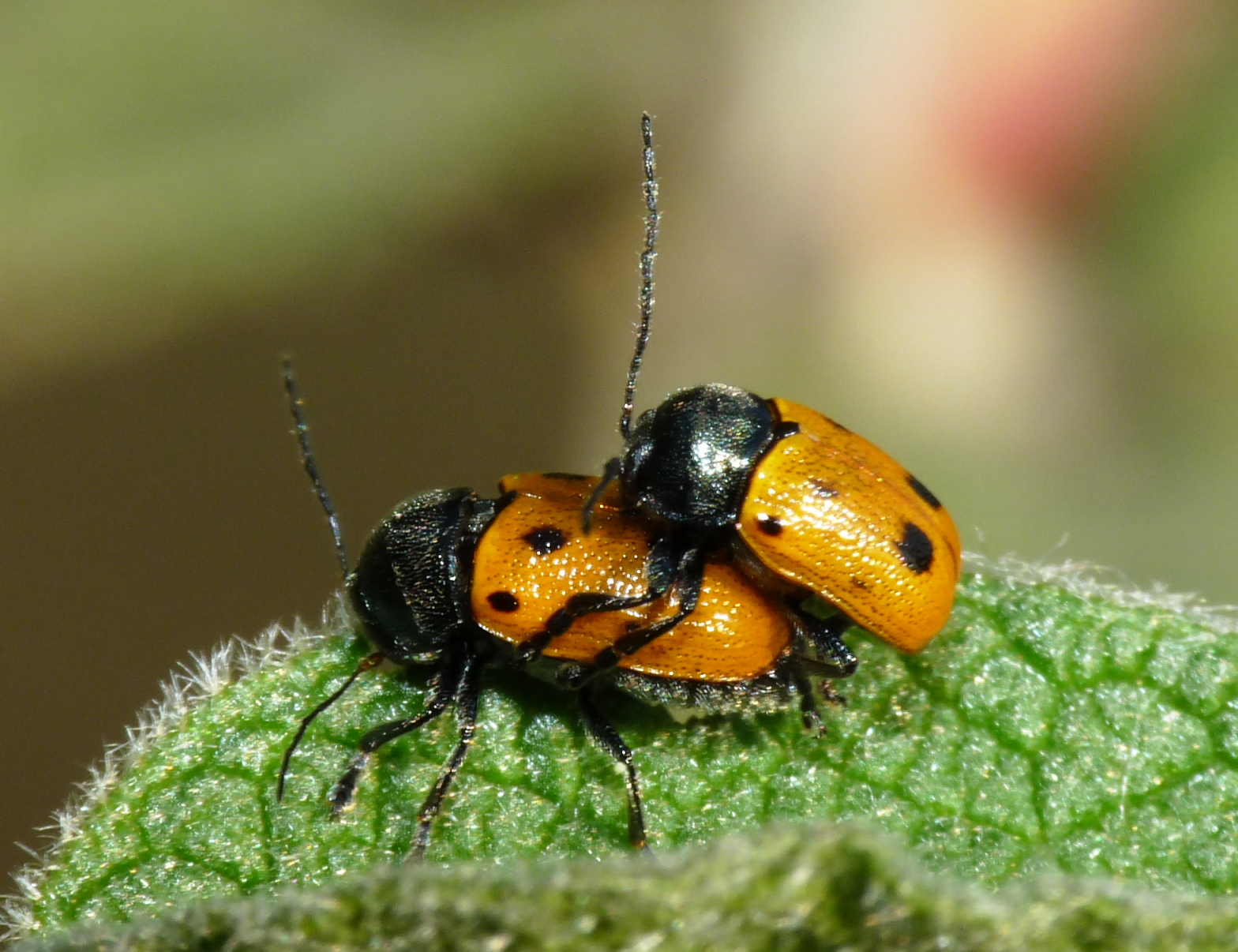
Parka Cryptocephalus etruscus

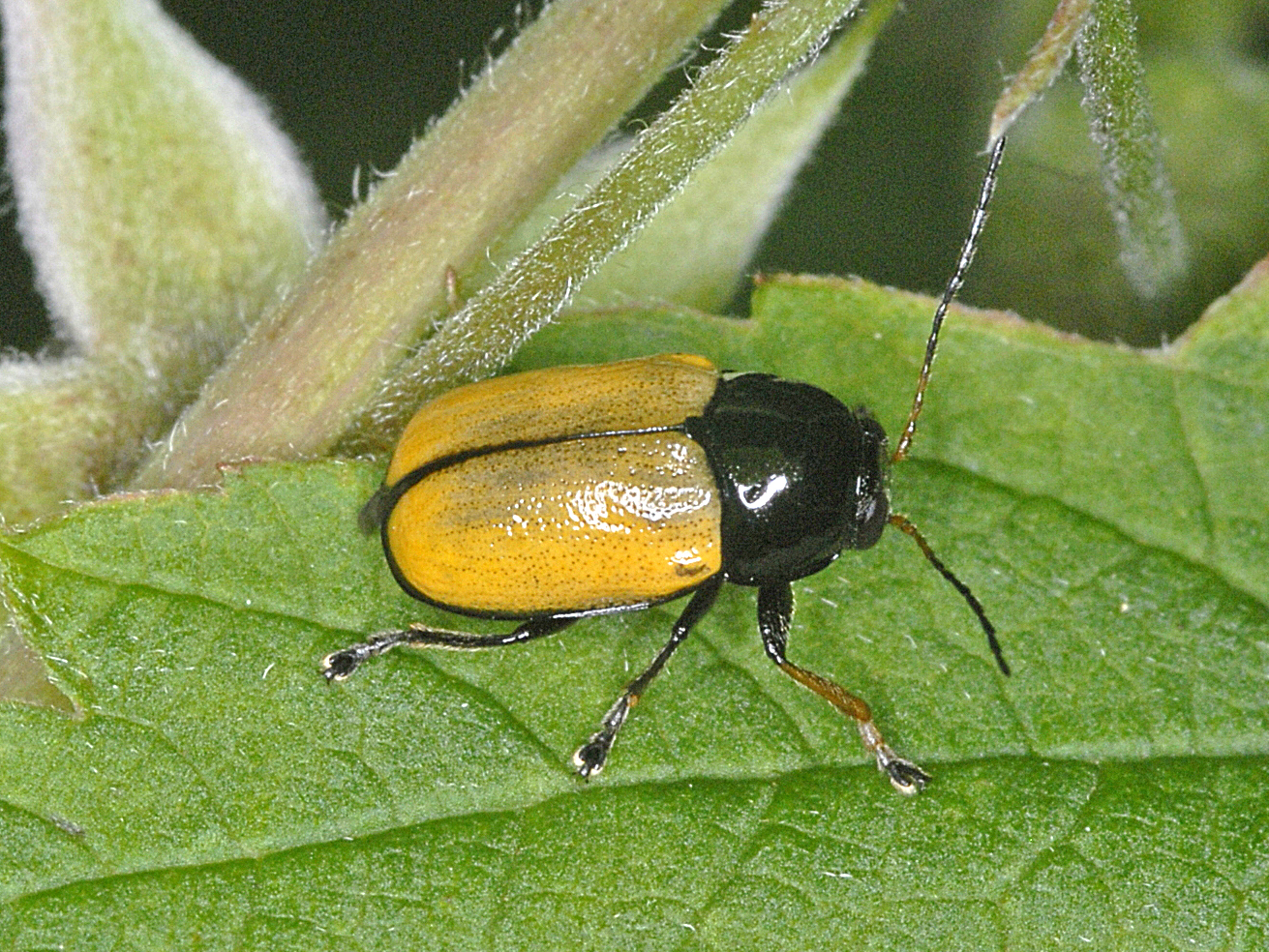
Cryptocephalus marginatus

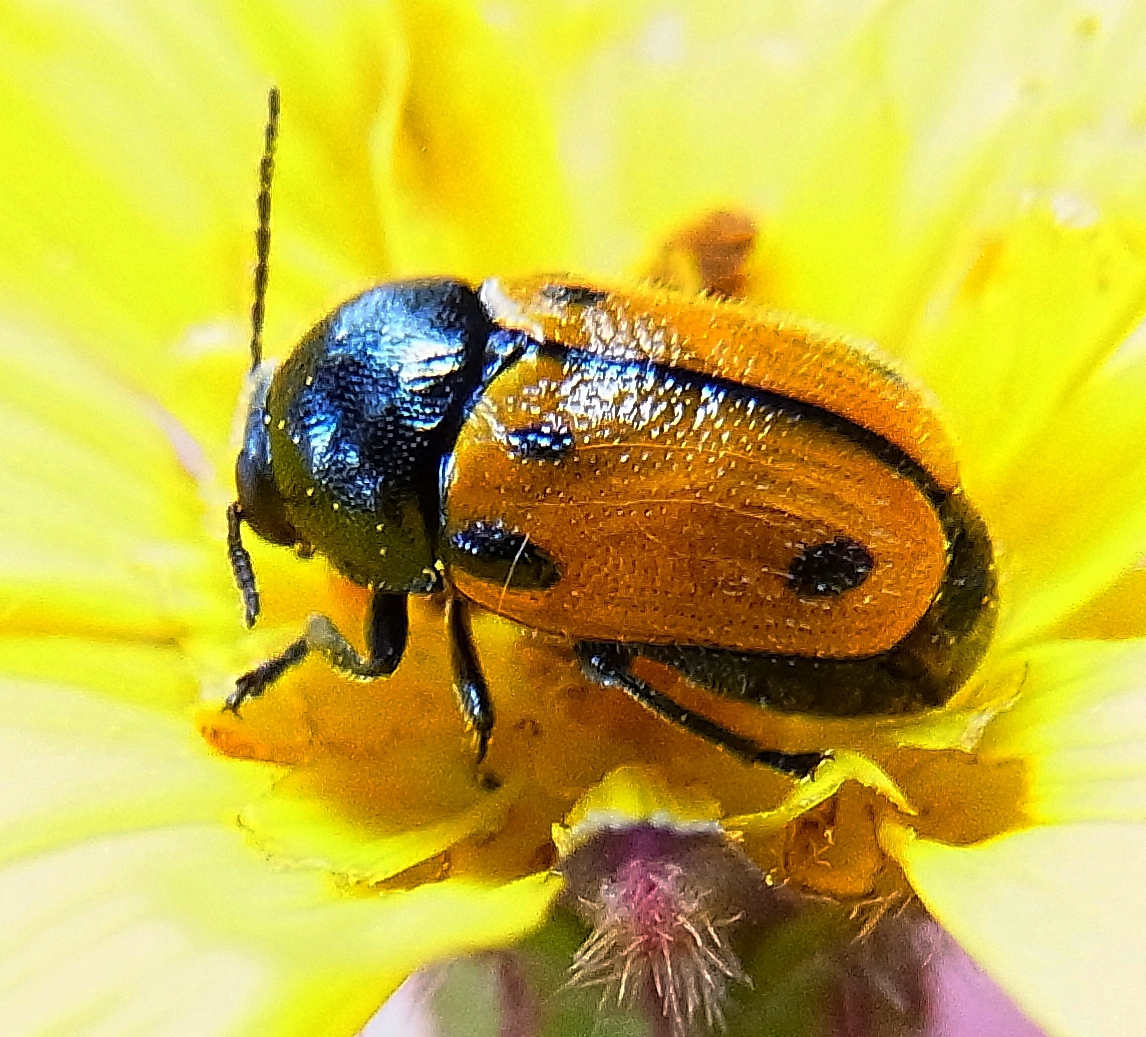
Cryptocephalus rugicollis

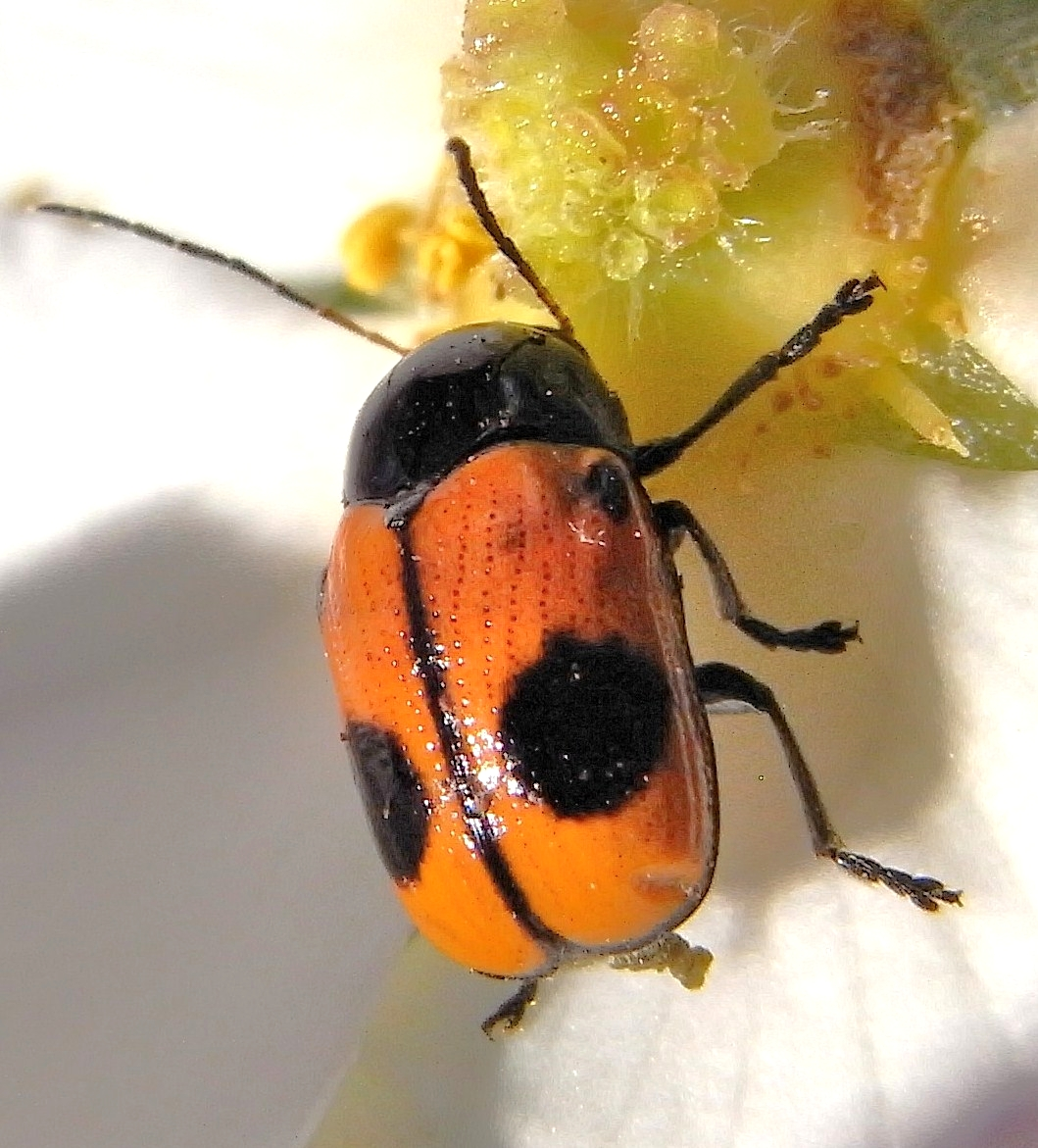
Cryptocephalus bipunctatus

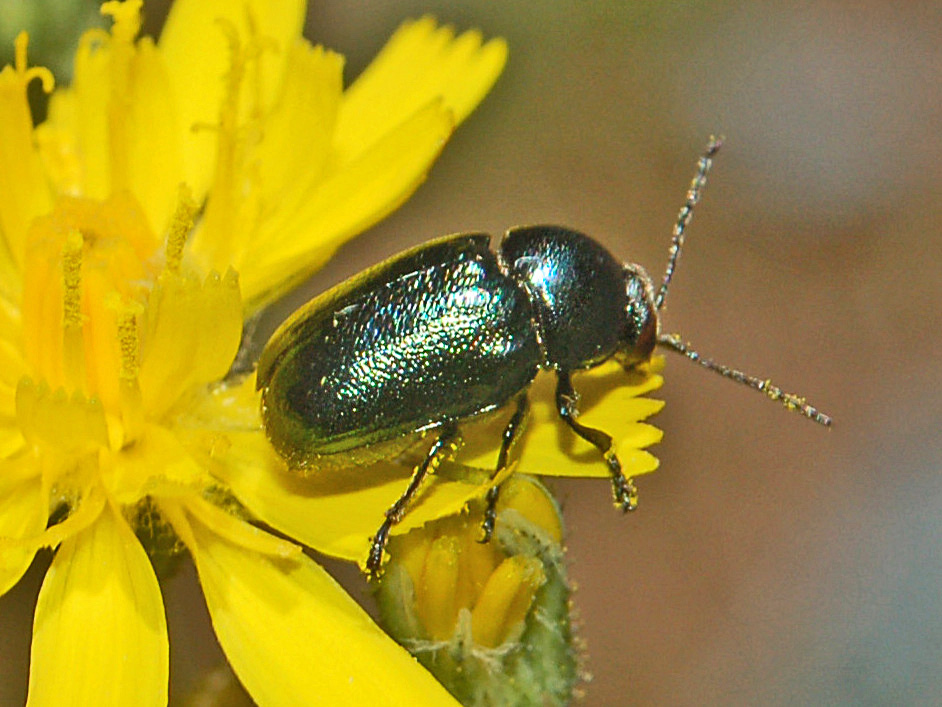
Cryptocephalus virens

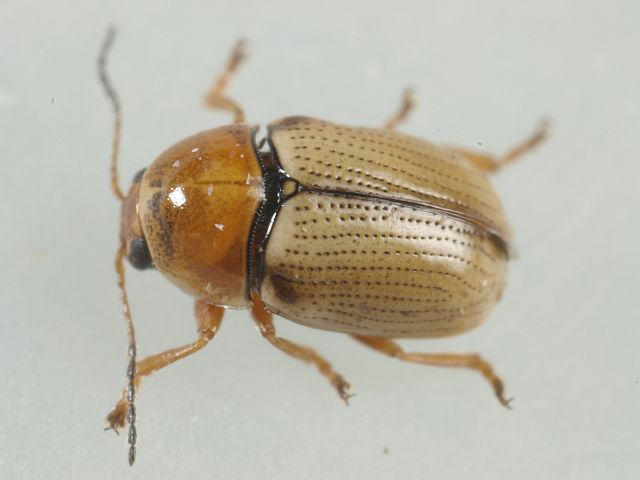
Cryptocephalus fulvus

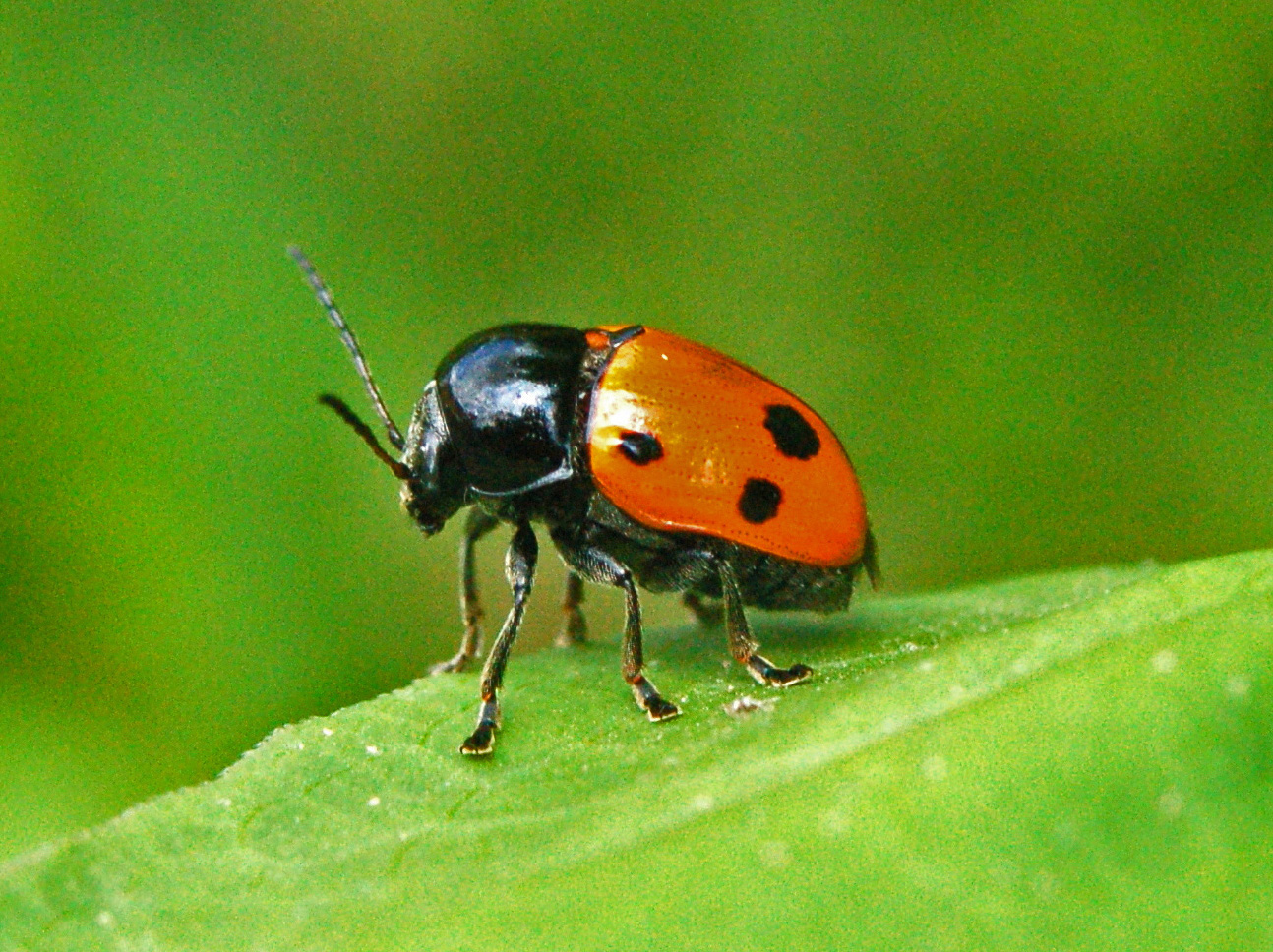
Cryptocephalus trimaculatus

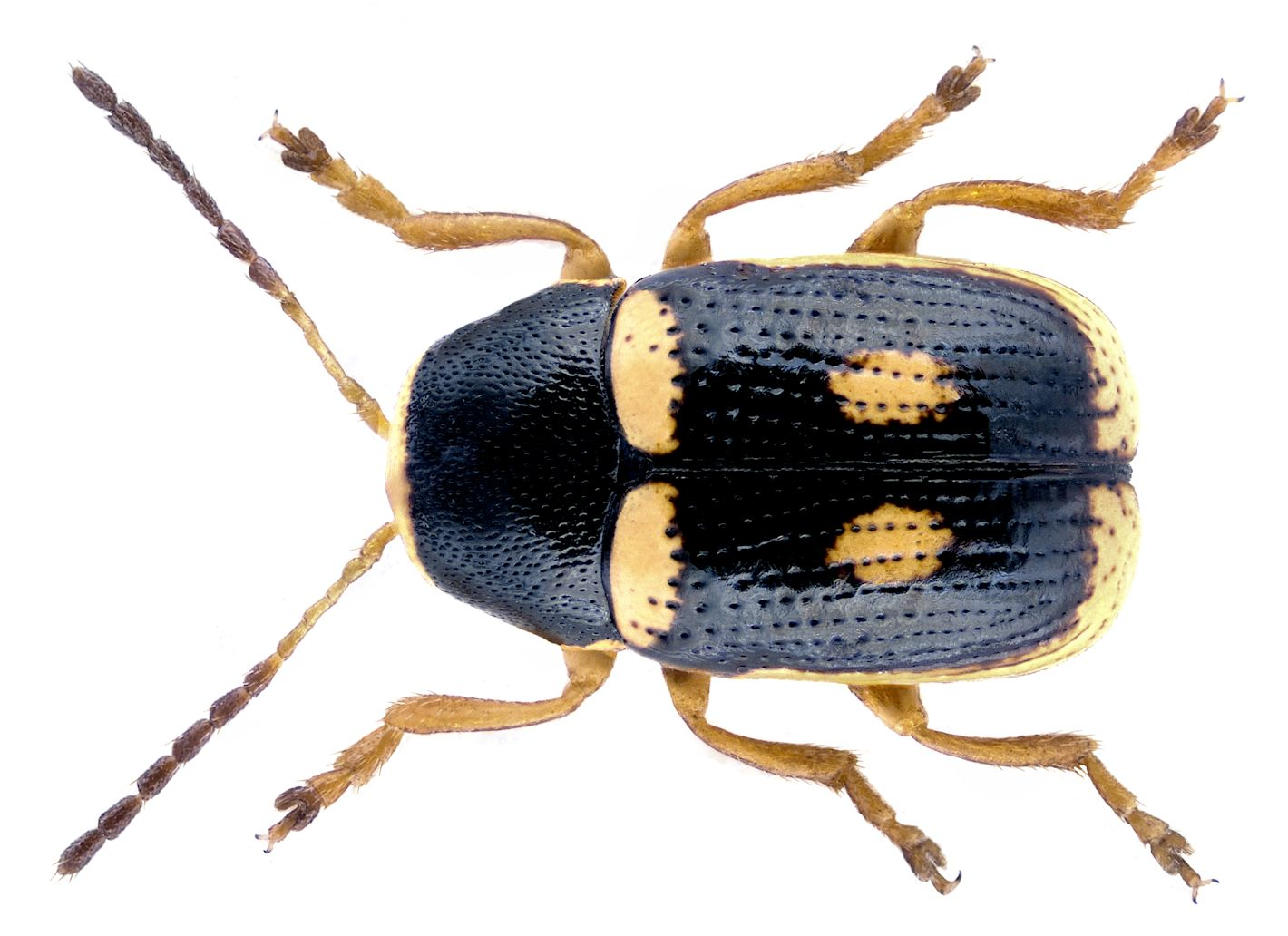
Cryptocephalus elegantulus

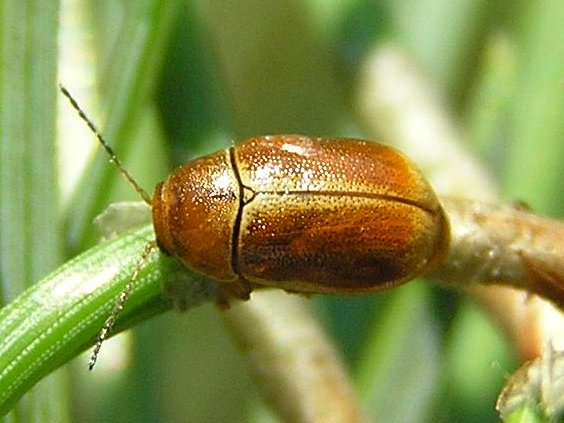
Zmróżka sosnowa

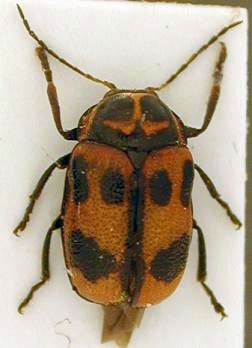
Cryptocephalus sexpunctatus

Zmróżka (Cryptocephalus) – rodzaj chrząszczy z rodziny stonkowatych i podrodziny Cryptocephalinae.

## Opis
Ciało krępe, walcowate, długości od 2 do 8 mm, z wierzchu najczęściej jaskrawo ubarwione a pod spodem owłosione i wyraźnie punktowane. Oczy duże, nerkowate. Przedplecze mocno wypukłe, stromo ku przodowi i bokom opadające, o tylnej krawędzi dość głęboko, łukowato wciętej po obu stronach. Brzegi przednie i boczne przedplecza obwiedzione listewką krawędziową, a brzeg tylny z ząbkowany rąbkiem schowanym pod przodem pokryw. Tarczka dobrze zaznaczona, zazwyczaj o tylnym wierzchołku wyniesionym skośnie do góry. Pokrywy zwykle nieowłosione.

## Biologia i ekologia
Larwy i owady dorosłe są foliofagami odżywiającymi się liśćmi roślin zielnych, krzewów i drzew. W warunkach polskich najczęstszymi roślinami żywicielskimi są wierzby, dęby, brzozy i topole. Zmróżki należą do grupy Camptosomata co oznacza, że ich larwy noszą ze sobą "domki" utworzone z własnego kału, w których potem się przepoczwarzają.

## Rozprzestrzenienie
Rodzaj kosmopolityczny, najliczniejszy w tropikach. W Europie żyje około 200 gatunków, z czego w Polsce występuje 56.

## Systematyka

### Podrodzaje
Wyróżnia się kilka podrodzajów z tego rodzaju:
- Cryptocephalus (Anteriscus) Weise[6]
- Cryptocephalus (Asionus) Lopatin, 1988[4]
- Cryptocephalus (Burlinius) Lopatin, 1965[4]
- Cryptocephalus (Cryptocephalus) O.F. Muller, 1764[4]
- Cryptocephalus (Disopus) Chevrolat, 1837[4]
- Cryptocephalus (Heterichnus) Warchalowski, 1991[4]
- Cryptocephalus (Homalopus) Chevrolat, 1837[7]
- Cryptocephalus (Lamellosus) Tomov, 1979[4]
- Cryptocephalus (Protophysus) Chevrolat, 1837[4]

### Gatunki
Najliczniejszy w gatunki rodzaj z rodziny stonkowatych i jeden z największych rodzajów zwierząt w ogóle. Opisano dotychczas ponad 1750 gatunków zmróżek:
- Cryptocephalus abayi Papp, 1949
- Cryptocephalus abbreviatellus Suffrian, 1863
- Cryptocephalus abbreviatulus Suffrian, 1854
- Cryptocephalus abdominalis Weise, 1886
- Cryptocephalus aberrans Jacoby, 1908
- Cryptocephalus abhorrens Suffrian, 1866
- Cryptocephalus abruptus Suffrian, 1851
- Cryptocephalus absconditus Suffrian, 1863
- Cryptocephalus aciculatus Chapuis, 1875
- Cryptocephalus acuminatus Jacoby, 1907
- Cryptocephalus acupunctatus Fairmaire, 1873
- Cryptocephalus acutesternalis L.Medvedev, 1978
- Cryptocephalus adelphicus Blake, 1970
- Cryptocephalus admirabilis Jacoby, 1889
- Cryptocephalus adonis Pic, 1922
- Cryptocephalus aduanus Reineck, 1915
- Cryptocephalus aduncus Suffrian, 1863
- Cryptocephalus aeger Chapuis, 1875
- Cryptocephalus aemulus Weise, 1903
- Cryptocephalus aenescens Suffrian, 1863
- Cryptocephalus aeneoblitus Takizawa, 1975
- Cryptocephalus aequalis Clavareau, 1913
- Cryptocephalus aerifer Weise, 1909
- Cryptocephalus affinis Jacoby, 1889
- Cryptocephalus africanus Jacoby, 1895
- Cryptocephalus agricola Kirsch, 1875
- Cryptocephalus ahlwarthi Reineck, 1915
- Cryptocephalus ajeschae Schoeller, 2006
- Cryptocephalus alberti Pic, 1953
- Cryptocephalus albicans Haldemann, 1849
- Cryptocephalus albidiceps Pic, 1914
- Cryptocephalus albidomaculatus Pic, 1929
- Cryptocephalus albolineatus Suffrian, 1847
- Cryptocephalus albopictus Lea, 1915
- Cryptocephalus alborzensis Rapilly, 1980
- Cryptocephalus alcaldei de Zayas, 1960
- Cryptocephalus alesi Medvedev et Bezdek, 2001
- Cryptocephalus alnicola Costa, 1884
- Cryptocephalus alliaceus Kirsch, 1875
- Cryptocephalus alluaudi Jacoby, 1897
- Cryptocephalus almorensis Bryant, 1954
- Cryptocephalus alpigradus Lopatin, 1982
- Cryptocephalus altaicus Harold, 1872
- Cryptocephalus alternans Suffrian, 1851
- Cryptocephalus alumnus Weise, 1912
- Cryptocephalus amasiensis Weise, 1894
- Cryptocephalus amatus Haldemann, 1849
- Cryptocephalus amazonus Baly, 1877
- Cryptocephalus ambitiosus Suffrian, 1863
- Cryptocephalus ambrensis Pic, 1932
- Cryptocephalus amethystinus Suffrian, 1858
- Cryptocephalus amphoralis Bryant, 1944
- Cryptocephalus amulensis Jacoby, 1889
- Cryptocephalus analis Olivier, 1808
- Cryptocephalus anaqui de Zayas, 1960
- Cryptocephalus anastasei Pic, 1924
- Cryptocephalus anceyi Pic, 1920
- Cryptocephalus anceps Suffrian, 1852
- Cryptocephalus anchorago Suffrian, 1857
- Cryptocephalus andersoni Bryant, 1944
- Cryptocephalus andrei Pic, 1953
- Cryptocephalus andrewesi Jacoby, 1895
- Cryptocephalus andrewsi Riley et Gilbert, 1999
- Cryptocephalus androgyne Marseul, 1875
- Cryptocephalus angolensis Erichson, 1843
- Cryptocephalus angorensis Pic, 1908
- Cryptocephalus angulatofasciatus Jacoby, 1892
- Cryptocephalus angulatomarginatus acoby, 1903
- Cryptocephalus angustofasciatus Jacoby, 1895
- Cryptocephalus angustus Suffrian, 1857
- Cryptocephalus annulipes Baly, 1865
- Cryptocephalus antennalis Chapuis, 1875
- Cryptocephalus anthrax Fairmaire, 1904
- Cryptocephalus anticus Suffrian, 1848
- Cryptocephalus antongileus Pic, 1924
- Cryptocephalus antonii Clavareau, 1913
- Cryptocephalus aphthonoides Chen, 1942
- Cryptocephalus apicidens Fall, 1932
- Cryptocephalus apertus Gerstäcker, 1871
- Cryptocephalus apicalis Gebler, 1830
- Cryptocephalus apiciflavus Bryant, 1944
- Cryptocephalus apicipennis Baly, 1865
- Cryptocephalus apicipes Jacoby, 1907
- Cryptocephalus apocryphus Suffrian, 1863
- Cryptocephalus appendiculatus Lea, 1904
- Cryptocephalus appositus Lopatin, 1958
- Cryptocephalus aquitanus Sassi, 2001
- Cryptocephalus araticollis Chapuis, 1876
- Cryptocephalus araxicola Jablokoff-Khnzorian, 1968
- Cryptocephalus areolatus Suffrian, 1852?
- Cryptocephalus argentatus Chapuis, 1875
- Cryptocephalus argenteohirsutus Jacoby, 1901
- Cryptocephalus argentinus Jacoby, 1907
- Cryptocephalus argyropleurus Fairmaire, 1901
- Cryptocephalus arizonensis Schaeffer, 1904
- Cryptocephalus arnoldi L.Medvedev, 1956
- Cryptocephalus arussi Gestro, 1895
- Cryptocephalus assamensis Jacoby, 1908
- Cryptocephalus astracanicus
- Cryptocephalus astralosus White, 1968
- Cryptocephalus asturiensis Heyden, 1870
- Cryptocephalus ater Bryant, 1954
- Cryptocephalus atomaroides Suffrian, 1863
- Cryptocephalus atratulus Suffrian, 1857
- Cryptocephalus atriceps Pic, 1923
- Cryptocephalus atrifrons Abeille, 1901
- Cryptocephalus atriplicis Lopatin, 1967
- Cryptocephalus atritarsis Pic, 1915
- Cryptocephalus atriventris Bryant, 1943
- Cryptocephalus atroapicalis Pic, 1941
- Cryptocephalus atrocinctus Jacoby, 1897
- Cryptocephalus atrofasciatus Jacoby, 1880
- Cryptocephalus atrofemoralis Pic, 1937
- Cryptocephalus atrolineatus Bryant, 1944
- Cryptocephalus atropectoralis Pic, 1924
- Cryptocephalus atropictus Clavareau, 1913
- Cryptocephalus atropygidialis Pic, 1922
- Cryptocephalus atroscutus Pic, 1920
- Cryptocephalus atrotibialis Pic, 1924
- Cryptocephalus attenuatus Chapuis, 1875
- Cryptocephalus augustalisi Pic, 1913
- Cryptocephalus aulacensis Schöller, 2002
- Cryptocephalus aulicus Haldemann, 1849
- Cryptocephalus aureolus Suffrian, 1847
- Cryptocephalus aurifer Lea, 1904
- Cryptocephalus auripennis Chûjô, 1934
- Cryptocephalus austerus Suffrian, 1852
- Cryptocephalus australobispinus Riley et Gilbert, 1999
- Cryptocephalus ayvazi Gök et Sassi, 2002
- Cryptocephalus azureipennis Suffrian, 1852
- Cryptocephalus azurescens Escalera, 1914
- Cryptocephalus azuromarginatus Papp, 1951
- Cryptocephalus baeckmannianus Jacobson, 1922
- Cryptocephalus baeni Vela et Bastazo, 2012[10]
- Cryptocephalus baborensis
- Cryptocephalus badius Suffrian, 1851
- Cryptocephalus baeticus Suffrian, 1847
- Cryptocephalus bahadur Lopatin, 1984
- Cryptocephalus bahiensis Jacoby, 1907
- Cryptocephalus bahilloi Lopez-Colon, 2003
- Cryptocephalus baillyi Pic, 1920
- Cryptocephalus bailundensis
- Cryptocephalus bakiti Gestro, 1895
- Cryptocephalus balassogloi Jacobson, 1895
- Cryptocephalus balteatus Suffrian, 1851
- Cryptocephalus bambalio Suffrian, 1866
- Cryptocephalus bameuli Duhaldeborde, 1999
- Cryptocephalus baolacanus Pic, 1920
- Cryptocephalus barii Burlini, 1948
- Cryptocephalus baroniurbanii Lopatin, 1982
- Cryptocephalus basalis Suffrian, 1852
- Cryptocephalus basibisbinotatus Pic, 1943
- Cryptocephalus basiinnotatus Pic, 1943
- Cryptocephalus basilewskyi Jolivet, 1955
- Cryptocephalus basipaulonotatus Pic, 1943
- Cryptocephalus basipennis Fairmaire, 1897
- Cryptocephalus basiquadrimaculatus Pic, 1943
- Cryptocephalus basizonis Lea, 1904
- Cryptocephalus batesi Bryant, 1954
- Cryptocephalus baumanni Reineck, 1915
- Cryptocephalus beckeri F. Morawitz, 1860
- Cryptocephalus bedorsalis Pic, 1914
- Cryptocephalus behique de Zayas, 1960
- Cryptocephalus beiraensis Jacoby, 1904
- Cryptocephalus belgaumensis Jacoby, 1895
- Cryptocephalus bellicosus Chapuis, 1875
- Cryptocephalus bengalensis Pic, 1921
- Cryptocephalus benuensis Jacoby, 1901
- Cryptocephalus bequaerti Pic, 1930
- Cryptocephalus betsileo Duvivier, 1891
- Cryptocephalus bevinsi Bryant, 1944
- Cryptocephalus bhutanensis Lopatin, 1975
- Cryptocephalus bicallosus Kirsch, 1870
- Cryptocephalus bicinctus Suffrian, 1851
- Cryptocephalus bicolor Eschscholz, 1818
- Cryptocephalus bicolorepygidialis Pic, 1943
- Cryptocephalus bicoloricornis Pic, 1937
- Cryptocephalus bicoloripennis Chûjô, 1934
- Cryptocephalus bicostatus Suffrian, 1866
- Cryptocephalus bidentatus L.Medvedev, 1956
- Cryptocephalus bidentulus Suffrian, 1854
- Cryptocephalus bidorsalis Marseul, 1875
- Cryptocephalus biformis Bryant
- Cryptocephalus bifurcatus L.Medvedev, 1978
- Cryptocephalus biguttatus Scopoli, 1763
- Cryptocephalus biguttatulus Gebler, 1841
- Cryptocephalus biguttulus Suffrian, 1848
- Cryptocephalus bigatus Suffrian, 1866
- Cryptocephalus bihamatus Chapuis, 1875
- Cryptocephalus bijunctelineatus Pic, 1951
- Cryptocephalus biledjekensis Pic, 1909
- Cryptocephalus bilineatus Linnaeus, 1767
- Cryptocephalus billardieri Fabricius, 1801
- Cryptocephalus bilunulatus Pic, 1915
- Cryptocephalus bimaculaticeps Pic, 1946
- Cryptocephalus bimaculatus Fabricius, 1781
- Cryptocephalus bingeri Pic, 1921
- Cryptocephalus binhanus Pic, 1922
- Cryptocephalus binominis Newman, 1841
- Cryptocephalus binotatithorax Pic, 1920
- Cryptocephalus binotatus White, 1968
- Cryptocephalus binotaticeps Pic, 1922
- Cryptocephalus binotatithorax Pic, 1920
- Cryptocephalus binotaticollis Pic, 1922
- Cryptocephalus biondii Sassi et Regalin, 1998
- Cryptocephalus bioculatus Lefevre, 1889
- Cryptocephalus biquadrimaculatus Pic, 1929
- Cryptocephalus bipartitipennis Pic, 1932
- Cryptocephalus bipartitipes Pic, 1933
- Cryptocephalus bipunctatus (Linnaeus, 1758)
- Cryptocephalus birgita Schöller, 2002
- Cryptocephalus bisbicruciatus Chen, 1942
- Cryptocephalus bisbirufonotatus Pic, 1922
- Cryptocephalus bisignatus Germar, 1824
- Cryptocephalus bispinus Suffrian, 1858
- Cryptocephalus bisseptemguttatus Suffrian, 1863
- Cryptocephalus bissexsignatus Suffrian, 1854
- Cryptocephalus bistripustulatus Suffrian, 1857
- Cryptocephalus bisulcatus Suffrian, 1863
- Cryptocephalus bitaeniatus Solsky, 1876
- Cryptocephalus bivitticollis Jacoby, 1907
- Cryptocephalus bivius Newman, 1840
- Cryptocephalus bivulneratus Faldermann, 1835
- Cryptocephalus blakeae de Zayas, 1960
- Cryptocephalus blanduloides Normand, 1947
- Cryptocephalus blandus Lea, 1904
- Cryptocephalus bodongi Weise, 1910
- Cryptocephalus bohemius Drapiez, 1819
- Cryptocephalus bombarda Suffrian, 1863
- Cryptocephalus bombayensis Jacoby, 1895
- Cryptocephalus borochorensis Pic, 1907
- Cryptocephalus boreoindicus Lopatin, 1995
- Cryptocephalus borowieci Warchalowski, 1999
- Cryptocephalus bottegoi Gestro, 1895
- Cryptocephalus bouriensis Pic, 1933
- Cryptocephalus bowringi Jacoby, 1908
- Cryptocephalus brachynigrobasalis Schöller, 2002
- Cryptocephalus brahminus Jacoby, 1908
- Cryptocephalus brancuccii Lopatin, 1984
- Cryptocephalus brasiliensis Bryant, 1954
- Cryptocephalus brassi Gressitt, 1965
- Cryptocephalus brevebilineatus Pic, 1922
- Cryptocephalus brevicornis Jacoby, 1894
- Cryptocephalus breviscutatus Fairmaire, 1898
- Cryptocephalus brevisignaticollis Pic, 1914
- Cryptocephalus brincki Bryant, 1959
- Cryptocephalus bruyanti Pic, 1922
- Cryptocephalus brucei Bryant, 1943
- Cryptocephalus bruneri de Zayas, 1952
- Cryptocephalus brunneoannulatus Pic, 1932
- Cryptocephalus brunneopunctatus Pic, 1922
- Cryptocephalus brunneovittatus Schaeffer, 1904
- Cryptocephalus brunneus Suffrian, 1863
- Cryptocephalus bryantiana Jolivet, 1953
- Cryptocephalus bullatus Suffrian, 1866
- Cryptocephalus burgeoni Pic, 1923
- Cryptocephalus buettikeri Lopatin, 1979
- Cryptocephalus cachecta Suffrian, 1866
- Cryptocephalus caesareus Suffrian, 1857
- Cryptocephalus caffer Suffrian, 1857
- Cryptocephalus calabaricus Weise, 1922
- Cryptocephalus calanus Suffrian, 1860
- Cryptocephalus calidus
- Cryptocephalus californicus Clavareau, 1913
- Cryptocephalus callias Suffrian, 1857
- Cryptocephalus callinotus Fairmaire, 1901
- Cryptocephalus cameroni Bryant, 1958
- Cryptocephalus candezei Clavareau, 1913
- Cryptocephalus cantabricus Franz, 1958
- Cryptocephalus capensis Harold, 1872
- Cryptocephalus capucinus Suffrian, 1853
- Cryptocephalus carbonarius Burmeister, 1877
- Cryptocephalus carib de Zayas, 1960
- Cryptocephalus cariniventris Lea, 1904
- Cryptocephalus carinthiacus Suffrian, 1884
- Cryptocephalus carneolus Perty, 1832
- Cryptocephalus caroii Pic, 1922
- Cryptocephalus carpathicus Frivaldszky, 1883
- Cryptocephalus castaneipennis Fairmaire, 1897
- Cryptocephalus castaneus LeConte, 1880
- Cryptocephalus castilianus Weise, 1894
- Cryptocephalus castus Suffrian, 1859
- Cryptocephalus catey de Zayas, 1960
- Cryptocephalus celtibericus Suffrian, 1848
- Cryptocephalus cemi de Zayas, 1960
- Cryptocephalus censorius Suffrian, 1858
- Cryptocephalus centralis Weise, 1904
- Cryptocephalus centrolineatus Bryant, 1944
- Cryptocephalus cerinus White, 1937
- Cryptocephalus ceylonicus Bryant, 1954
- Cryptocephalus chalcites Suffrian, 1863
- Cryptocephalus chalybaeus Bryant, 1946
- Cryptocephalus championi Jacoby, 1880
- Cryptocephalus charactereus Suffrian, 1857
- Cryptocephalus charliersi Pic, 1929
- Cryptocephalus cheni Pic, 1935
- Cryptocephalus chevrolati Bryant, 1958
- Cryptocephalus chinensis Jacoby, 1888
- Cryptocephalus chloropterus Suffrian, 1863
- Cryptocephalus chloroticus Olivier, 1808
- Cryptocephalus chromaticus Suffrian, 1863
- Cryptocephalus chrysomelinus Chapuis, 1875
- Cryptocephalus chrysopus Gmelin, 1788
- Cryptocephalus cicatricosus Lucas, 1845
- Cryptocephalus cinctellus Suffrian, 1863
- Cryptocephalus cinctovittatus Pic, 1922
- Cryptocephalus cinctus Fabricius, 1787
- Cryptocephalus cinnabarinus Suffrian, 1854
- Cryptocephalus circabasalis Pic, 1933
- Cryptocephalus circascutellaris Pic, 1932
- Cryptocephalus circumductus Suffrian, 1854
- Cryptocephalus circumflexus Suffrian, 1852
- Cryptocephalus circumfusus Suffrian, 1866
- Cryptocephalus clarus Lea, 1904
- Cryptocephalus clathratus Suffrian, 1863
- Cryptocephalus clavareaui Reineck, 1915
- Cryptocephalus clavicornis Chapuis, 1875
- Cryptocephalus climactericus Suffrian, 1863
- Cryptocephalus clypealis Lea, 1904
- Cryptocephalus clypeatus Suffrian, 1857
- Cryptocephalus clytriformis Pic, 1923
- Cryptocephalus clytroides Weise, 1891
- Cryptocephalus clytromorphus Reineck, 1915
- Cryptocephalus coai de Zayas, 1960
- Cryptocephalus coelestinus Jacoby, 1889
- Cryptocephalus coelestis Lea, 1904
- Cryptocephalus coerulans Marseul, 1875
- Cryptocephalus coeruleipennis Jacoby, 1901
- Cryptocephalus coeruleolus Suffrian, 1863
- Cryptocephalus coeruleomaculatus Jacoby, 1894
- Cryptocephalus coerulescens Sahlberg, 1839
- Cryptocephalus cognatus Costa, 1886
- Cryptocephalus collaris Jacoby, 1878
- Cryptocephalus collarti Pic, 1927
- Cryptocephalus colmanti Pic, 1929
- Cryptocephalus columbicus Papp, 1950
- Cryptocephalus commutatus Suffrian, 1866
- Cryptocephalus comoedus Suffrian, 1857
- Cryptocephalus comosus Lea, 1904
- Cryptocephalus complanatus Suffrian, 1852
- Cryptocephalus complicatus Jacoby, 1889
- Cryptocephalus compositus Lea, 1904
- Cryptocephalus compressicollis Suffrian, 1866
- Cryptocephalus comptus Lea, 1904
- Cryptocephalus concolor Suffrian, 1847
- Cryptocephalus confinis Lea, 1904
- Cryptocephalus confluentus Say, 1824
- Cryptocephalus confusus Suffrian, 1854
- Cryptocephalus congoanus Jolivet, 1954
- Cryptocephalus conifer Pic, 1924
- Cryptocephalus conjugatus Chapuis, 1875
- Cryptocephalus conjungens Fairmaire, 1897
- Cryptocephalus connexus Olivier, 1807
- Cryptocephalus conradsi Pic, 1937
- Cryptocephalus consentaneus Suffrian, 1863
- Cryptocephalus consobrinus Suffrian, 1857
- Cryptocephalus consors Boisdeval, 1835
- Cryptocephalus conspersus Suffrian, 1854
- Cryptocephalus conspiciendus Lea, 1904
- Cryptocephalus consputus Suffrian, 1863
- Cryptocephalus constricticollis Jacoby, 1889
- Cryptocephalus conterraneus
- Cryptocephalus contextus White, 1968
- Cryptocephalus contrarius Chapuis, 1876
- Cryptocephalus convergens Sassi, 2001
- Cryptocephalus convexicollis Lea, 1904
- Cryptocephalus conviva Weise, 1905
- Cryptocephalus cordiger Linnaeus, 1758
- Cryptocephalus coronatus Suffrian, 1847
- Cryptocephalus corpulentus Weise, 1903
- Cryptocephalus corrosicollis Jacoby, 1908
- Cryptocephalus corvinus Papp, 1951
- Cryptocephalus coryli Linnaeus, 1758
- Cryptocephalus corynetes
- Cryptocephalus corynthius Pic, 1914
- Cryptocephalus costipennis Duvivier, 1891
- Cryptocephalus costulatus Suffrian, 1863
- Cryptocephalus cowaniae Schaeffer, 1934
- Cryptocephalus coyugi de Zayas, 1960
- Cryptocephalus crabroniformis Suffrian, 1852
- Cryptocephalus crampeli Pic, 1915
- Cryptocephalus craspedotus Reineck, 1915
- Cryptocephalus crassipennis Pic, 1922
- Cryptocephalus crassus Olivier, 1791
- Cryptocephalus cremeus Tan, 1989
- Cryptocephalus crenatostriatus Weise, 1891
- Cryptocephalus crenatus Wollaston, 1854
- Cryptocephalus crenulatus Suffrian, 1858
- Cryptocephalus crenulicollis Fairmaire, 1898
- Cryptocephalus creticus Suffrian, 1847
- Cryptocephalus cribratus Suffrian, 1847
- Cryptocephalus cribricollis Jacoby, 1908
- Cryptocephalus cribripennis LeConte, 1880
- Cryptocephalus cristula
- Cryptocephalus cruciger Hellen,1922
- Cryptocephalus crucipennis Suffrian, 1854
- Cryptocephalus croceipennis LeConte, 1880
- Cryptocephalus cruentatus Suffrian, 1852
- Cryptocephalus crux Gebler, 1848
- Cryptocephalus cubanensis Jacoby, 1907
- Cryptocephalus cucuba de Zayas, 1960
- Cryptocephalus cunctatus Clavareau, 1913
- Cryptocephalus cuneatus Fall, 1932
- Cryptocephalus cuprascens Suffrian, 1863
- Cryptocephalus cupreatus Chen, 1942
- Cryptocephalus cupressi Schaeffer, 1933
- Cryptocephalus cupricollis Bryant, 1944
- Cryptocephalus curda Jacobson, 1897
- Cryptocephalus curticornis Pic, 1923
- Cryptocephalus curtipennis Pic, 1920
- Cryptocephalus curtissimus Pic, 1907
- Cryptocephalus curtus Suffrian, 1851
- Cryptocephalus curvilinea Olivier, 1808
- Cryptocephalus cyaneocostatus Fairmaire, 1904
- Cryptocephalus cyaneometallicus Pic, 1929
- Cryptocephalus cyanipes Suffrian, 1847
- Cryptocephalus cyanophanus Chapuis, 1879
- Cryptocephalus cyanopterus Stål, 1857
- Cryptocephalus cyclophorus Suffrian, 1857
- Cryptocephalus cylindricus Suffrian, 1858
- Cryptocephalus cylindriformis Bryant, 1944
- Cryptocephalus cynarae Suffrian, 1847
- Cryptocephalus czwalinae Weise, 1882
- Cryptocephalus daccordii Biondi, 1995
- Cryptocephalus dahdah Marseul, 1868
- Cryptocephalus damasensis Selman, 1963
- Cryptocephalus danieli Clavareau, 1913
- Cryptocephalus dapsilis Bohemann, 1858
- Cryptocephalus darjilingensis Jacoby, 1908
- Cryptocephalus davatchii Berti et Rapilly, 1973
- Cryptocephalus decastictus Fairmaire, 1888
- Cryptocephalus decemmaculatus Linnaeus, 1758
- Cryptocephalus decemnotatus Suffrian, 1857
- Cryptocephalus decemplagiatus Jacoby, 1889
- Cryptocephalus decemsignatus Bryant, 1954
- Cryptocephalus decoratus Reiche, 1847
- Cryptocephalus decorsei Pic, 1924
- Cryptocephalus decorus Olivier, 1808
- Cryptocephalus decurio Suffrian, 1860
- Cryptocephalus defectus LeConte, 1880
- Cryptocephalus defectus LeConte, 1880
- Cryptocephalus deficiens Suffrian, 1854
- Cryptocephalus delhaisei Clavareau, 1909
- Cryptocephalus denticulatus Suffrian, 1857
- Cryptocephalus dentisternus L.N.Medvedev et Samoderzhenkov, 1987
- Cryptocephalus depressus Suffrian, 1860
- Cryptocephalus depressicornis Pic, 1917
- Cryptocephalus descarpentriesi Pic, 1924
- Cryptocephalus designatus Bryant, 1944
- Cryptocephalus deyrollei Pic, 1920
- Cryptocephalus diadema Reineck, 1915
- Cryptocephalus diadochus Lopatin, 1963
- Cryptocephalus dichotomus Suffrian, 1854
- Cryptocephalus dichrous Chapuis, 1875
- Cryptocephalus dictyopterus Suffrian, 1863
- Cryptocephalus didyanus Pic, 1917
- Cryptocephalus didymus Fabricius, 1793
- Cryptocephalus diegosensis Pic, 1924
- Cryptocephalus difficilis Jacoby, 1889
- Cryptocephalus dilaticornis Jacoby, 1908
- Cryptocephalus dilectus Weise, 1894
- Cryptocephalus dilutellus Jacobson, 1901
- Cryptocephalus dimidiatipennis Jacoby, 1895
- Cryptocephalus dimidiativittatus Schöller, 2002
- Cryptocephalus dimidiatus Suffrian, 1860
- Cryptocephalus dimophisticus Reineck, 1915
- Cryptocephalus dinae Lopatin, 1999
- Cryptocephalus diomma Reineck, 1915
- Cryptocephalus discicollis Fairmaire, 1867
- Cryptocephalus discissus Dohrn, 1884
- Cryptocephalus discoderus Fairmaire, 1889
- Cryptocephalus discoidalis Jacoby, 1890
- Cryptocephalus discoideus Chapuis, 1879
- Cryptocephalus discotestaceus Pic, 1923
- Cryptocephalus discrepans Baly, 1865
- Cryptocephalus dislocatus Suffrian, 1857
- Cryptocephalus disruptus White, 1968
- Cryptocephalus dissectus Suffrian, 1851
- Cryptocephalus dissimilis Bryant, 1944
- Cryptocephalus dissolutus Jacoby, 1889
- Cryptocephalus distanti Jacoby, 1898
- Cryptocephalus distensus Chevrolat, 1864
- Cryptocephalus distinctenotatus Pic, 1901
- Cryptocephalus distinguendus Schneider, 1792
- Cryptocephalus distortus Lea, 1904
- Cryptocephalus diversesignatus Pic, 1933
- Cryptocephalus diversesuturalis Pic, 1922
- Cryptocephalus diversipes Fairmaire, 1904
- Cryptocephalus diversithorax Pic, 1929
- Cryptocephalus dives Suffrian, 1852
- Cryptocephalus divisus Jacoby, 1903
- Cryptocephalus dogueti Bourdonne, 1994
- Cryptocephalus dohertyi Jacoby, 1908
- Cryptocephalus dohrni Jacoby, 1892
- Cryptocephalus dollmani Bryant, 1943
- Cryptocephalus dolorosus Jacoby, 1889
- Cryptocephalus dorsatus White, 1968
- Cryptocephalus downiei Riley et Gilbert, 1999
- Cryptocephalus dregei Suffrian, 1857
- Cryptocephalus dsungaricus Pic, 1907
- Cryptocephalus ducalis Jacoby, 1908
- Cryptocephalus dumonti Peyerimhoff, 1924
- Cryptocephalus duplicatus Suffrian, 1847
- Cryptocephalus durius Suffrian, 1860
- Cryptocephalus duryi Schaeffer, 1906
- Cryptocephalus ebenus Fairmaire, 1897
- Cryptocephalus eburneopictus Fairmaire, 1898
- Cryptocephalus edwardsi Bryant, 1946
- Cryptocephalus efficax Weise, 1919
- Cryptocephalus egenus Tan, 1992
- Cryptocephalus egerickxi Tappes, 1884
- Cryptocephalus egregius
- Cryptocephalus ejimai Takizawa, 1990
- Cryptocephalus elatus Fabricius, 1801
- Cryptocephalus elegantulus Gravenhorst, 1807
- Cryptocephalus elgonensis Bryant, 1941
- Cryptocephalus ellenbergeri Pic, 1923
- Cryptocephalus ellipticus Suffrian, 1863
- Cryptocephalus elongaticornis Pic, 1917
- Cryptocephalus elongatior Weise, 1906
- Cryptocephalus elongatus Germar, 1824
- Cryptocephalus emarginatus Jacoby, 1907
- Cryptocephalus emiliae Burlini, 1954
- Cryptocephalus emphractus Péring., 1892
- Cryptocephalus ensifer Hope, 1831
- Cryptocephalus eous Lopatin, 1952
- Cryptocephalus epipleuralis Jacoby, 1898
- Cryptocephalus eques Reineck, 1915
- Cryptocephalus equiseti Costa, 1888
- Cryptocephalus erberi Lopatin, 1991
- Cryptocephalus ergenensis Morawitz, 1863
- Cryptocephalus eridani Sassi, 2001
- Cryptocephalus eroshkinae L.N.Medvedev et Samoderzhenkov, 1987
- Cryptocephalus erubescens Suffrian, 1858
- Cryptocephalus espanoli Burlini, 1965
- Cryptocephalus estcourtiensis Bryant, 1944
- Cryptocephalus esuriens Suffrian, 1863
- Cryptocephalus ethiopianus Aslam, 1968
- Cryptocephalus etruscus Weise, 1882
- Cryptocephalus eucharis Fairmaire, 1904
- Cryptocephalus euchirus Kraatz, 1879
- Cryptocephalus euchlorus Dohrn, 1884
- Cryptocephalus eumolpus Chapuis, 1875
- Cryptocephalus eurygraphus Reineck, 1915
- Cryptocephalus evae Lopatin, 2002
- Cryptocephalus evanescens Reineck, 1915
- Cryptocephalus exaratus Suffrian, 1851
- Cryptocephalus excisus Seidlitz, 1872
- Cryptocephalus exiguus Schneider, 1792
- Cryptocephalus excisus Seidlitz, 1872
- Cryptocephalus externepunctus Pic, 1948
- Cryptocephalus externereductus Pic, 1922
- Cryptocephalus exsulans Suffrian, 1854
- Cryptocephalus fabrei Clavareau, 1913
- Cryptocephalus falli Schöller, 2002
- Cryptocephalus fairmairei Jacoby, 1901
- Cryptocephalus farctus Suffrian, 1857
- Cryptocephalus fasciatopunctatus Suffrian, 1857
- Cryptocephalus fatuus Suffrian, 1860
- Cryptocephalus fausti Weise, 1882
- Cryptocephalus faustulus Suffrian, 1854
- Cryptocephalus favareli Pic, 1921
- Cryptocephalus feae Jacoby, 1892
- Cryptocephalus fedtschenkoi Jacobson, 1901
- Cryptocephalus fenestratus Suffrian, 1860
- Cryptocephalus festivus Jacoby, 1890
- Cryptocephalus figulinus Suffrian, 1863
- Cryptocephalus flavago Suffrian, 1857
- Cryptocephalus flavapex Reineck, 1915
- Cryptocephalus flavicinctus Jacoby, 1892
- Cryptocephalus flavicollis Fabricius, 1781
- Cryptocephalus flavidus Suffrian, 1857
- Cryptocephalus flavipennis Bryant, 1946
- Cryptocephalus flavipes Fabricius, 1781
- Cryptocephalus flavoapicalis Pic, 1929
- Cryptocephalus flavicaudis Tan, 1992
- Cryptocephalus flavocyaneus Fairmaire, 1901
- Cryptocephalus flavofasciatus Jacoby, 1889
- Cryptocephalus flavofrontalis Jacoby, 1904
- Cryptocephalus flavolimbatus Pic, 1920
- Cryptocephalus flavolineatus Bryant, 1954
- Cryptocephalus flavomaculatus Jacoby, 1889
- Cryptocephalus flavomarginatus Bryant, 1944
- Cryptocephalus flavomelas Fairmaire, 1902
- Cryptocephalus flavonotatus Suffrian, 1852
- Cryptocephalus flavoornatus Jacoby, 1900
- Cryptocephalus flavoplagiatus Suffrian, 1863
- Cryptocephalus flavoscutus Pic, 1941
- Cryptocephalus flavoscutellaris L.Medvedev, 1973
- Cryptocephalus flavovarius Bryant, 1944
- Cryptocephalus flavovittatus Bryant, 1954
- Cryptocephalus fletcheri Bryant, 1954
- Cryptocephalus flexuosus Krynicki, 1834
- Cryptocephalus flohri Jacoby, 1907
- Cryptocephalus floralis Krynicki, 1834
- Cryptocephalus floribundus Suffrian, 1866
- Cryptocephalus floridus Weise, 1903
- Cryptocephalus floriger Suffrian, 1854
- Cryptocephalus fokiensis Weise, 1922
- Cryptocephalus fordi Bryant, 1946
- Cryptocephalus formosanus Chûjô, 1934
- Cryptocephalus formosellus Suffrian, 1863
- Cryptocephalus forreri Jacoby, 1889
- Cryptocephalus fortis Weise, 1903
- Cryptocephalus foveatoscutus Pic, 1920
- Cryptocephalus foveicollis Jacoby, 1907
- Cryptocephalus fractiscriptus Fairmaire, 1898
- Cryptocephalus fraterculus Chapuis, 1875
- Cryptocephalus freidbergi Lopatin et Chikatunov, 1997
- Cryptocephalus freyi Gressitt et Kimoto, 1961
- Cryptocephalus frommi Reineck, 1915
- Cryptocephalus frontalis Marsham, 1802
- Cryptocephalus fulguratus LeConte, 1880
- Cryptocephalus fuliginosus Suffrian, 1851
- Cryptocephalus fulmenifer Reitter, 1889
- Cryptocephalus fulvescens Suffrian, 1863
- Cryptocephalus fulvofasciatus Jacoby, 1884
- Cryptocephalus fulvoterminatus Bryant, 1944
- Cryptocephalus fulvus Goeze, 1777
- Cryptocephalus fumigatus Suffrian, 1863
- Cryptocephalus fuscipes Clavareau, 1913
- Cryptocephalus fusculus Suffrian, 1863
- Cryptocephalus gabbari Schöller, 2005[6]
- Cryptocephalus gabonensis Jacoby, 1895
- Cryptocephalus gallienii Pic, 1921
- Cryptocephalus gangaridus Lopatin, 1979
- Cryptocephalus gamma Herrich-Schaeffer, 1829
- Cryptocephalus gansuicus Chen, 1942
- Cryptocephalus gardneri Bryant, 1941
- Cryptocephalus gaudroni Pic, 1924
- Cryptocephalus gazellus Gressitt, 1965
- Cryptocephalus gebleri Jacobson, 1924
- Cryptocephalus gedyei Bryant, 1941
- Cryptocephalus gemellatus Suffrian, 1851
- Cryptocephalus geminatus Newman, 1840
- Cryptocephalus gemmatus Suffrian, 1857
- Cryptocephalus gemmingeri Jacoby, 1896
- Cryptocephalus geniculatus Stål, 1857
- Cryptocephalus gestroi Jacoby, 1892
- Cryptocephalus gialaiensis L.N.Medvedev et Samoderzhenkov, 1987
- Cryptocephalus gibbicollis Haldemann, 1849
- Cryptocephalus gibbosus Pic, 1923
- Cryptocephalus gigas Jacoby, 1895
- Cryptocephalus gilblas Demaux, 1964
- Cryptocephalus glabratus Fabricius, 1775
- Cryptocephalus gladiatorius Suffrian, 1857
- Cryptocephalus glanduliformis Bryant, 1943
- Cryptocephalus gibbicollis Haldemann, 1849
- Cryptocephalus globicollis Suffrian, 1847
- Cryptocephalus globulosus Suffrian, 1863
- Cryptocephalus globulus Lopatin, 1953
- Cryptocephalus gloriosus Mulsant, 1853
- Cryptocephalus godmani Jacoby, 1889
- Cryptocephalus gowdei Bryant, 1943
- Cryptocephalus gorbunovi Medvedev, 1999
- Cryptocephalus gorteriae Linnaeus, 1763
- Cryptocephalus gracilior Chapuis, 1875
- Cryptocephalus gradarius Weise, 1910
- Cryptocephalus grahami Gressitt et Kimoto, 1961
- Cryptocephalus grammicus Suffrian, 1851
- Cryptocephalus graphipterus Jacoby, 1889
- Cryptocephalus gratiosus Suffrian, 1857
- Cryptocephalus gratus Baly, 1877
- Cryptocephalus graueri Reineck, 1915
- Cryptocephalus gridellii Burlini, 1950
- Cryptocephalus grohmanni Suffrian, 1848
- Cryptocephalus gromieri Pic, 1923
- Cryptocephalus grossulus Suffrian, 1851
- Cryptocephalus guanahacabibes de Zayas, 1960
- Cryptocephalus guanahatabey de Zayas, 1960
- Cryptocephalus guadeloupensis Fleutiaux, 1889
- Cryptocephalus guatemalensis Jacoby, 1880
- Cryptocephalus guatiaho de Zayas, 1960
- Cryptocephalus guernei Pic, 1922
- Cryptocephalus gundlachi Jacoby, 1907
- Cryptocephalus gurra Gestro, 1895
- Cryptocephalus gussakovskii Lopatin, 1952
- Cryptocephalus guttifer Suffrian, 1854
- Cryptocephalus guttulatellus Schaeffer, 1919
- Cryptocephalus guttulatus Olivier, 1808
- Cryptocephalus guyanensis Jacoby, 1907
- Cryptocephalus hainanicus Gressitt, 1942
- Cryptocephalus halyzioides Weise, 1889
- Cryptocephalus haroldi Kraatz, 1879
- Cryptocephalus helobius Tan, 1992
- Cryptocephalus hiro Chûjô, 1954
- Cryptocephalus hongshanus Gressitt, 1942
- Cryptocephalus hopei Medvedev et Sprecher-Uebersax, 1997
- Cryptocephalus heinigi Warchalowski, 1999
- Cryptocephalus hennigi Sassi, 2011[11]
- Cryptocephalus hohuanshanus Kimoto, 1996
- Cryptocephalus haematodes Boisdeval, 1835
- Cryptocephalus haematopterus Suffrian, 1866
- Cryptocephalus haemorrhous Suffrian, 1857
- Cryptocephalus haefligeri Weise, 1907
- Cryptocephalus haitiensis Jacoby, 1907
- Cryptocephalus halophilus Gebler, 1830
- Cryptocephalus hamatus Suffrian, 1854
- Cryptocephalus hammadae Lopatin, 1961
- Cryptocephalus hampsoni Jacoby, 1908
- Cryptocephalus hanungus L.N.Medvedev et Samoderzhenkov, 1987
- Cryptocephalus hargreavesi Bryant, 1946
- Cryptocephalus hatuey de Zayas, 1960
- Cryptocephalus haucki Medvedev et Bezdek, 2001
- Cryptocephalus hauseri Weise, 1887
- Cryptocephalus hebetatus Suffrian, 1863
- Cryptocephalus hecticus Fabricius, 1801
- Cryptocephalus hemifasciatus Chûjô, 1934
- Cryptocephalus hemixanthus Suffrian, 1863
- Cryptocephalus heraldicus Suffrian, 1854
- Cryptocephalus herbaceus Bryant, 1954
- Cryptocephalus herbsti Suffrian, 1854
- Cryptocephalus heydeni Weise, 1886
- Cryptocephalus hilaris Suffrian, 1851
- Cryptocephalus hildebrandti Harold, 1880
- Cryptocephalus hindus Aslam, 1968,63
- Cryptocephalus hirtipennis Faldermann, 1835
- Cryptocephalus hirtus Suffrian, 1851
- Cryptocephalus hispaeformis Suffrian, 1863
- Cryptocephalus hispidus Chapuis, 1879
- Cryptocephalus histrionicus Baly, 1877
- Cryptocephalus hofmanni Weise, 1904
- Cryptocephalus hottentotta Suffrian, 1857
- Cryptocephalus humilis Suffrian, 1866
- Cryptocephalus hyacinthinus Suffrian, 1860
- Cryptocephalus hypochoeridis (Linnaeus, 1758)
- Cryptocephalus hypocritus Suffrian, 1851
- Cryptocephalus ictericus Suffrian, 1852
- Cryptocephalus ilicis G. A. Olivier, 1808
- Cryptocephalus imitans Jacoby, 1901
- Cryptocephalus imperialis Laicharting, 1781
- Cryptocephalus implacidus White, 1968
- Cryptocephalus impressidorsis Fairmaire, 1904
- Cryptocephalus impressipennis Suffrian, 1875
- Cryptocephalus impressipygus Ogloblin, 1956
- Cryptocephalus impressus Suffrian, 1863
- Cryptocephalus inaequalis Fairmaire, 1902
- Cryptocephalus incertus Olivier, 1808
- Cryptocephalus incisobasalis Pic, 1933
- Cryptocephalus incisus Tan, 1992
- Cryptocephalus inclusus Jacoby, 1895
- Cryptocephalus incommodus Suffrian, 1863
- Cryptocephalus inconspicuus Jacoby, 1880
- Cryptocephalus inconstans Jacoby, 1895
- Cryptocephalus incredulus Suffrian, 1863
- Cryptocephalus indecoratus Stål, 1857
- Cryptocephalus indicus Suffrian, 1854
- Cryptocephalus ineditus Jacoby, 1895
- Cryptocephalus ineptus Weise, 1906
- Cryptocephalus ines Jolivet, 1954
- Cryptocephalus infirmior Kraatz, 1876
- Cryptocephalus inflatus Suffrian, 1857
- Cryptocephalus informis Suffrian, 1847
- Cryptocephalus infraater Pic, 1943
- Cryptocephalus infraflavus Pic, 1922
- Cryptocephalus infraniger Pic, 1915
- Cryptocephalus ingamma Pic, 1908
- Cryptocephalus inhumeralis Pic, 1922
- Cryptocephalus inleensis Bryant, 1939
- Cryptocephalus inornatus Jacoby, 1880
- Cryptocephalus inrufofemoralis Pic, 1946
- Cryptocephalus insertus Haldemann, 1849
- Cryptocephalus insignatus Jacoby, 1908
- Cryptocephalus insolidus Suffrian, 1852
- Cryptocephalus insons Weise, 1905
- Cryptocephalus instabilis Baly, 1873
- Cryptocephalus insubidus Suffrian, 1854
- Cryptocephalus insulcaticeps Pic, 1911
- Cryptocephalus insularis Bryant, 1958
- Cryptocephalus integer Weise, 1910
- Cryptocephalus intermedius Suffrian, 1857
- Cryptocephalus interstitialis Jacoby, 1885
- Cryptocephalus invisus Lopatin, 1963
- Cryptocephalus irenae Lopatin, 1958
- Cryptocephalus irazuensis Jacoby, 1880
- Cryptocephalus iridicolor Duvivier, 1891
- Cryptocephalus iridipennis Chapuis, 1876
- Cryptocephalus irregularis Pic, 1922
- Cryptocephalus irroratus Suffrian, 1852
- Cryptocephalus iskanderi Lopatin, 1961
- Cryptocephalus jacksoni Guérin, 1830
- Cryptocephalus jansoni Baly, 1877
- Cryptocephalus janthinus Germar, 1824
- Cryptocephalus jaumei de Zayas, 1960
- Cryptocephalus jaxarticus Lopatin, 1986
- Cryptocephalus jenolanensis Clavareau, 1913
- Cryptocephalus jocosus Chapuis, 1875
- Cryptocephalus jocularis Normand, 1947
- Cryptocephalus juniperi Pic, 1905
- Cryptocephalus juquilensis Jacoby, 1889
- Cryptocephalus jurandanus Pic, 1941
- Cryptocephalus kabaki Lopatin, 2002
- Cryptocephalus kabakovi L.Medvedev, 1978
- Cryptocephalus kandyensis Weise, 1913
- Cryptocephalus kanoi Chûjô, 1954
- Cryptocephalus karakalensis L.Medvedev, 1955
- Cryptocephalus karatavicus Lopatin et Kulenova, 1971
- Cryptocephalus kashmirensis Jacoby, 1908
- Cryptocephalus katranus Lopatin et Chikatunov, 1997
- Cryptocephalus keheiensis Selman, 1963
- Cryptocephalus kersteni Gerstäcker, 1871
- Cryptocephalus kerzhneri Lopatin, 1968
- Cryptocephalus kimotoanus Lopatin, 1996
- Cryptocephalus kimotoi Nakane, 1963
- Cryptocephalus kinduensis Pic, 1923
- Cryptocephalus kingi Bryant, 1958
- Cryptocephalus kurentzovi L.Medvedev, 1966
- Cryptocephalus khajami Lopatin, 1980
- Cryptocephalus klarae Lopatin, 1990
- Cryptocephalus korotjaevi L.Medvedev, 1980
- Cryptocephalus kozlovi Lopatin, 1977
- Cryptocephalus kermanicus Lopatin, 1979
- Cryptocephalus kiritschenkiellus Lopatin, 1961
- Cryptocephalus kiyoyamai Kimoto, 1974
- Cryptocephalus kozlovi Lopatin, 1997
- Cryptocephalus klugi Wiedemann, 1823
- Cryptocephalus kocheri Pic, 1951
- Cryptocephalus kokanda Jacobson, 1924
- Cryptocephalus koltzei Weise, 1887
- Cryptocephalus konbirensis Duvivier, 1891
- Cryptocephalus krugi Weise, 1885
- Cryptocephalus krutovskii Jacobson, 1900
- Cryptocephalus kulibini Gebler, 1832
- Cryptocephalus kuntzeni Reineck, 1915
- Cryptocephalus kuznetzovi Medvedev, 1995
- Cryptocephalus kwaiensis Weise, 1902
- Cryptocephalus kwirensis Weise, 1919
- Cryptocephalus labiatus Linnaeus, 1761
- Cryptocephalus laboissierei Pic, 1932
- Cryptocephalus laciniatus Suffrian, 1857
- Cryptocephalus lacordairei Clavareau, 1913
- Cryptocephalus lacosus Pic, 1922
- Cryptocephalus lactinus Tan, 1992
- Cryptocephalus laesicollis Fairmaire, 1904
- Cryptocephalus laesus Suffrian, 1863
- Cryptocephalus laetus Fabricius, 1792
- Cryptocephalus laevicollis Gebler, 1830
- Cryptocephalus laevipennis Jacoby, 1880
- Cryptocephalus laevissimus Suffrian, 1860
- Cryptocephalus lagopus Weise, 1913
- Cryptocephalus lamborni Bryant, 1943
- Cryptocephalus lanpingensis Tan, 1992
- Cryptocephalus lantzi Pic, 1924
- Cryptocephalus laosensis Pic, 1928
- Cryptocephalus laqueatus Suffrian, 1863
- Cryptocephalus lar Fabricius, 1787
- Cryptocephalus larinus Lea, 1904
- Cryptocephalus lasureus Reineck, 1915
- Cryptocephalus latebimaculatus Pic, 1930
- Cryptocephalus latecinctus Fairmaire, 1898
- Cryptocephalus latefasciatus Jacoby, 1897
- Cryptocephalus laterifasciatus Jacoby, 1898
- Cryptocephalus lateflavonotatus Pic, 1927
- Cryptocephalus latemaculatus Bryant, 1943
- Cryptocephalus lateralis Suffrian, 1863
- Cryptocephalus laterimaculatus Duvivier, 1892
- Cryptocephalus lateritius Newman, 1841
- Cryptocephalus laterufipes Pic, 1943
- Cryptocephalus laticornis Suffrian, 1863
- Cryptocephalus latimanus Olivier, 1808
- Cryptocephalus latimargo L.Medvedev, 1971
- Cryptocephalus latipennis Jacoby, 1895
- Cryptocephalus laurenti Pic, 1951
- Cryptocephalus lavali Pic, 1943
- Cryptocephalus lederi Weise, 1889
- Cryptocephalus lefevrei Jacoby, 1895
- Cryptocephalus lemniscatus Suffrian, 1854
- Cryptocephalus lentiginosus Tan, 1992
- Cryptocephalus leonhardi Breit, 1918
- Cryptocephalus leoninus Suffrian, 1857
- Cryptocephalus leopardinus Papp, 1951
- Cryptocephalus leopardus Jacoby, 1903
- Cryptocephalus leucomelas Suffrian, 1852
- Cryptocephalus leucospilus Suffrian, 1863
- Cryptocephalus licenti Chen, 1942
- Cryptocephalus lilliputanus Lea, 1904
- Cryptocephalus limarius Lopatin, 1984
- Cryptocephalus limbatipennis Jacoby, 1885
- Cryptocephalus limbativentris Pic, 1923
- Cryptocephalus limbellus Suffrian, 1847
- Cryptocephalus limbicollis Fairmaire, 1899
- Cryptocephalus limbifer Seidlitz, 1867
- Cryptocephalus limitatus Suffrian, 1866
- Cryptocephalus limoniastri Pic, 1894
- Cryptocephalus linearis Suffrian, 1857
- Cryptocephalus lineatosuturalis Pic, 1930
- Cryptocephalus lineatotibialis Pic, 1923
- Cryptocephalus lineellus Suffrian, 1849
- Cryptocephalus lingnanensis Gressitt, 1942
- Cryptocephalus linnavuorii Lopatin, 1985
- Cryptocephalus liquidus Suffrian, 1866
- Cryptocephalus lisbonensis Pic, 1924
- Cryptocephalus literatifer
- Cryptocephalus liturellus Suffrian, 1857
- Cryptocephalus lividimanus
- Cryptocephalus lividipennis Suffrian, 1866
- Cryptocephalus lividus Jacoby, 1901
- Cryptocephalus livingstonei Jacoby, 1897
- Cryptocephalus loebli Sassi, 1997
- Cryptocephalus longicornis Pic, 1950
- Cryptocephalus longipes Jacoby, 1908
- Cryptocephalus lofgrenae Gressitt et Kimoto, 1961
- Cryptocephalus loochooensis Chûjô, 1935
- Cryptocephalus lopatini L.Medvedev, 1978
- Cryptocephalus lopatianus Medvedev et Sprecher-Uebersax, 1997
- Cryptocephalus loratus Suffrian, 1852
- Cryptocephalus loreyi Solier, 1836
- Cryptocephalus lostianus Burlini, 1955
- Cryptocephalus loveni Weise, 1927
- Cryptocephalus lowii Suffrian, 1857
- Cryptocephalus lucifer Suffrian, 1854
- Cryptocephalus ludingensis Tan, 1992
- Cryptocephalus lukjanovitschi Lopatin et Kulenova, 1971
- Cryptocephalus lunatus Bryant, 1943
- Cryptocephalus lundi Fabricius, 1798
- Cryptocephalus lunulatus Schöller, 2002
- Cryptocephalus luridicollis Suffrian, 1868
- Cryptocephalus luridipennis Suffrian, 1854
- Cryptocephalus luscus Suffrian, 1858
- Cryptocephalus lushanensis  Gressitt, 1942
- Cryptocephalus lusitanicus Suffrian, 1847
- Cryptocephalus lutarius Suffrian, 1863
- Cryptocephalus luteicollis Stål, 1857
- Cryptocephalus luteifrons Pic, 1943
- Cryptocephalus luteoannulatus Pic, 1932
- Cryptocephalus luteofasciatus Pic, 1926
- Cryptocephalus luteolineatus Pic, 1915
- Cryptocephalus luteolus Newman, 1840
- Cryptocephalus luteomaculatus Pic, 1915
- Cryptocephalus luteopectoralis Pic, 1943
- Cryptocephalus luteopectoralis Pic, 1946
- Cryptocephalus luteosignatus Pic, 1922
- Cryptocephalus luteosuturalis Pic, 1928
- Cryptocephalus luteotrilineatus Pic, 1915
- Cryptocephalus luteovittatus Pic, 1932
- Cryptocephalus lutulentus Suffrian, 1860
- Cryptocephalus maai Gressitt, 1965
- Cryptocephalus mabuya de Zayas, 1960
- Cryptocephalus maccus White, 1968
- Cryptocephalus macellus Suffrian, 1860
- Cryptocephalus maceratus Reineck, 1915
- Cryptocephalus macrodactylus Gebler, 1830
- Cryptocephalus maculaticeps Pic, 1929
- Cryptocephalus maculipennis Suffrian, 1852
- Cryptocephalus madagascaricus Jacobson, 1924
- Cryptocephalus madagassus Weise, 1910
- Cryptocephalus madrasae Jacoby, 1908
- Cryptocephalus madurensis Pic, 1920
- Cryptocephalus medvedevi Lopatin, 1953
- Cryptocephalus maestrensis Blake, 1970
- Cryptocephalus maghribanus Aslam, 1968
- Cryptocephalus magnus Kimoto, 1981
- Cryptocephalus maheensis Pic, 1946
- Cryptocephalus maindroni Jacoby
- Cryptocephalus majoricensis Fuente, 1918
- Cryptocephalus majunganus Pic, 1924
- Cryptocephalus majunganus Pic, 1933
- Cryptocephalus makii Chûjô, 1934
- Cryptocephalus malabaricus Clavareau, 1913
- Cryptocephalus malleatus Suffrian, 1860
- Cryptocephalus malvernensis Jacoby, 1901
- Cryptocephalus mancus Suffrian, 1863
- Cryptocephalus mandarensis Jacoby, 1897
- Cryptocephalus mandibularis Bryant, 1944
- Cryptocephalus mannerheimi Gebler, 1825
- Cryptocephalus manturiformis Pic, 1920
- Cryptocephalus maquey de Zayas, 1960
- Cryptocephalus marginatus Fabricius, 1781
- Cryptocephalus marginellus Olivier, 1791
- Cryptocephalus marginemaculatus Papp, 1949
- Cryptocephalus marginicollis Suffrian, 1851
- Cryptocephalus marianus Fairmaire, 1898
- Cryptocephalus mariae Rey, 1851
- Cryptocephalus marshalli Jacoby, 1897
- Cryptocephalus martini Pic, 1922
- Cryptocephalus mashoanus Jacoby, 1901
- Cryptocephalus mayeti Marseul, 1878
- Cryptocephalus maynei Pic, 1929
- Cryptocephalus maytreiae Lopatin, 1979
- Cryptocephalus mechowi Harold, 1880
- Cryptocephalus mediocris Lea, 1904
- Cryptocephalus mediolineolatus Pic, 1927
- Cryptocephalus melampus Suffrian, 1863
- Cryptocephalus melanogastrius Suffrian, 1866
- Cryptocephalus melanogrammus Suffrian, 1857
- Cryptocephalus melanopus Lea, 1904
- Cryptocephalus melanopyga Weise, 1919
- Cryptocephalus melanospilus Bryant, 1944
- Cryptocephalus melanoxanthus Solsky, 1876
- Cryptocephalus menelik Reineck, 1915
- Cryptocephalus menetreli Pic, 1943
- Cryptocephalus meraukensis Gressitt, 1965
- Cryptocephalus mercator Suffrian, 1859
- Cryptocephalus meridiobrunneus Schöller, 2002
- Cryptocephalus meridionalis Clavareau, 1913
- Cryptocephalus merus Fall, 1932
- Cryptocephalus mesomelas Reineck, 1915
- Cryptocephalus metallescens Suffrian, 1857
- Cryptocephalus metalliconotatus Pic, 1930
- Cryptocephalus metallicus Lea, 1904
- Cryptocephalus methneri Reineck, 1915
- Cryptocephalus millari Pic, 1953
- Cryptocephalus micheli Pic, 1942
- Cryptocephalus militaris Suffrian, 1852
- Cryptocephalus miniatus Suffrian, 1863
- Cryptocephalus minimus Pic, 1932
- Cryptocephalus minutissimus Pic, 1921
- Cryptocephalus minusculus Fairmaire, 1901
- Cryptocephalus mirabilis Suffrian, 1857
- Cryptocephalus misellus Suffrian, 1863
- Cryptocephalus miserabilis Suffrian, 1863
- Cryptocephalus mitchyi Chûjô, 1954
- Cryptocephalus mniczechi Tappes, 1869
- Cryptocephalus moa de Zayas, 1960
- Cryptocephalus modestus Suffrian, 1848
- Cryptocephalus mogadiscioi Pic, 1939
- Cryptocephalus mokaensis Pic, 1953
- Cryptocephalus moliroensis Clavareau, 1913
- Cryptocephalus monachodes Suffrian, 1863
- Cryptocephalus monachoides Jacoby, 1908
- Cryptocephalus moniliformis Lopatin, 1980
- Cryptocephalus monilis Weise, 1890
- Cryptocephalus monticola Bryant, 1954
- Cryptocephalus moraei Linnaeus, 1758
- Cryptocephalus morenoi de Zayas, 1960
- Cryptocephalus moroderi Pic, 1914
- Cryptocephalus moseri Weise, 1904
- Cryptocephalus motasi Panin, 1941
- Cryptocephalus moultoni Bryant, 1954
- Cryptocephalus moutoni Pic, 1922
- Cryptocephalus moya Chûjô, 1954
- Cryptocephalus mroczkowskii Warchalowski, 1997
- Cryptocephalus mucoreus J.Leconte, 1859
- Cryptocephalus muellerianus Burlini, 1948
- Cryptocephalus multicoloratus Gridelli, 1939
- Cryptocephalus multicostatus Bryant, 1944
- Cryptocephalus multiguttatus Suffrian, 1851
- Cryptocephalus multiluteonotatus Pic, 1924
- Cryptocephalus multimaculatus Pic, 1915
- Cryptocephalus multinotatus Fairmaire, 1904
- Cryptocephalus multiplex Suffrian, 1860
- Cryptocephalus multiplicatus Pic, 1924
- Cryptocephalus multipunctatus Jacoby, 1889
- Cryptocephalus multisignatus Schaeffer, 1933
- Cryptocephalus multiundulatus Pic, 1924
- Cryptocephalus mumbwaensis Bryant, 1943
- Cryptocephalus mundus Suffrian, 1857
- Cryptocephalus mutabilis Melsheimer, 1848
- Cryptocephalus mutilatus Suffrian, 1857
- Cryptocephalus mystacatus Suffrian, 1848
- Cryptocephalus nabori de Zayas, 1960
- Cryptocephalus nanulus Weise, 1921
- Cryptocephalus nanus
- Cryptocephalus natalensis Jacoby, 1897
- Cryptocephalus natalliae Lopatin, 1997
- Cryptocephalus nathani Pic, 1941
- Cryptocephalus neavei Bryant, 1943
- Cryptocephalus nebulo Weise, 1889
- Cryptocephalus nedator Fairmaire, 1904
- Cryptocephalus nepalensis Bryant, 1953
- Cryptocephalus ngae Gressitt, 1924
- Cryptocephalus nicodi Pic, 1922
- Cryptocephalus nigellus
- Cryptocephalus nigriceps Allard, 1891
- Cryptocephalus nigricollis Weise, 1901
- Cryptocephalus nigricolor Pic, 1922
- Cryptocephalus nigricornis Aslam, 1968
- Cryptocephalus nigriventris Suffrian, 1863
- Cryptocephalus nigrocinctus Suffrian, 1851
- Cryptocephalus nigrofrontalis Jacoby, 1898
- Cryptocephalus nigrohumeralis Bryant, 1943
- Cryptocephalus nigrolimbatus Jacoby, 1890
- Cryptocephalus nigrolineatus Jacoby, 1903
- Cryptocephalus nigromaculatus Jacoby, 1878
- Cryptocephalus nigronotaticollis Chûjô, 1934
- Cryptocephalus nigronotatus Bryant, 1954
- Cryptocephalus nigroornatus Bryant, 1944
- Cryptocephalus nigroplagiatus Fairmaire, 1850
- Cryptocephalus nigropunctatus Papp, 1950
- Cryptocephalus vnigroscutus Pic, 1941
- Cryptocephalus nigrosparsus Fairmaire, 1897
- Cryptocephalus nigrosuturalis Jacoby, 1897
- Cryptocephalus nigrotibialis Fairmaire, 1904
- Cryptocephalus nigrozonatus Bryant, 1944
- Cryptocephalus nilgiriensis Jacoby, 1903
- Cryptocephalus nigrofasciatus Jacoby, 1885
- Cryptocephalus nigrorufus Gressitt, 1942
- Cryptocephalus nitidicollis Wollaston, 1864
- Cryptocephalus nitidissimus Chûjô, 1934
- Cryptocephalus nitidulus Fabricius, 1787
- Cryptocephalus nitidus Linnaeus, 1758
- Cryptocephalus nobilis Kraatz, 1879
- Cryptocephalus nodulosus Weise, 1910
- Cryptocephalus norensis Pic, 1911
- Cryptocephalus notatipennis Baly, 1877
- Cryptocephalus notatus Fabricius, 1787
- Cryptocephalus notatipes Pic, 1922
- Cryptocephalus notogrammus Suffrian, 1854
- Cryptocephalus nubigena Franz, 1982
- Cryptocephalus numidicus Bourdonne, 1994
- Cryptocephalus nyasicus Bryant, 1943
- Cryptocephalus nycthemerus Suffrian, 1857
- Cryptocephalus obconicus Suffrian, 1860
- Cryptocephalus oberthuri Duvivier, 1891
- Cryptocephalus obesus Suffrian, 1857
- Cryptocephalus obfuscatus Suffrian, 1866
- Cryptocephalus obliquatus Suffrian, 1863
- Cryptocephalus obliquus Fabricius, 1801
- Cryptocephalus obliteratus Suffrian, 1854
- Cryptocephalus oblitus Erichson, 1842
- Cryptocephalus oblongosignatus Weise, 1891
- Cryptocephalus oblongulus Fairmaire, 1903
- Cryptocephalus obscurellus Suffrian, 1857
- Cryptocephalus obscuripennis Jacoby, 1880
- Cryptocephalus obscuromaculatus Jacoby, 1908
- Cryptocephalus obsoletus Germar, 1824
- Cryptocephalus ocellatus Drapiez, 1819
- Cryptocephalus ochraceus
- Cryptocephalus ochroleucus Fairmaire, 1859
- Cryptocephalus ochroloma Gebler, 1830
- Cryptocephalus ochropus Stål, 1857
- Cryptocephalus ochrosomus Suffrian, 1866
- Cryptocephalus octacosmus
- Cryptocephalus octavius Thunberg, 1787
- Cryptocephalus octodecimguttatus Suffrian, 1851
- Cryptocephalus octodecimpunctatus Suffrian, 1852
- Cryptocephalus octoguttatus Linnaeus, 1767
- Cryptocephalus octomaculatus
- Cryptocephalus octopunctatus Rossi, 1790
- Cryptocephalus octospilotus Baly, 1865
- Cryptocephalus ocularis Pic, 1924
- Cryptocephalus oculicollis Fairmaire, 1901
- Cryptocephalus ogbonahsoni Papp, 1951
- Cryptocephalus ogloblini Lopatin, 1953
- Cryptocephalus ohnoi Kimoto, 1983
- Cryptocephalus olivaceus Jacoby, 1907
- Cryptocephalus olivieri Harold, 1872
- Cryptocephalus omanicus L.Medvedev, 1996
- Cryptocephalus oneili Jacoby, 1904
- Cryptocephalus opacus Tappes, 1871
- Cryptocephalus opideres Bryant, 1944
- Cryptocephalus oppositus Jacoby, 1908
- Cryptocephalus optimus Schöller, 2002
- Cryptocephalus oranensis Weise, 1882
- Cryptocephalus oricola Reineck, 1915
- Cryptocephalus ornaticollis Jacoby, 1900
- Cryptocephalus ornatipennis Lea, 1904
- Cryptocephalus orotschena Jacobson, 1925
- Cryptocephalus osseusignatus Schöller, 2002
- Cryptocephalus ovatus Fleutiaux, 1889
- Cryptocephalus ovulum Suffrian, 1854
- Cryptocephalus oxianus Lopatin, 1975
- Cryptocephalus oxysternus Jacobson, 1895
- Cryptocephalus paganensis Pic, 1914
- Cryptocephalus paleaceus Suffrian, 1866
- Cryptocephalus pallens Lea, 1904
- Cryptocephalus pallidicinctus Fall, 1932
- Cryptocephalus pallidilabris Pic, 1930
- Cryptocephalus pallidipennis Jacoby, 1908
- Cryptocephalus pallidipes Pic, 1927
- Cryptocephalus pallidoapicalis Pic, 1917
- Cryptocephalus pallidocinctus Fairmaire, 1867
- Cryptocephalus pallifrons Gyllenhal, 1813
- Cryptocephalus palmensis Franz, 1982
- Cryptocephalus pangalensis Pic, 1922
- Cryptocephalus pantherinus Reineck, 1915
- Cryptocephalus paphlagonius Sassi et Kismali, 2000
- Cryptocephalus papuanus Bryant, 1949
- Cryptocephalus paradisiacus Weise, 1900
- Cryptocephalus paranensis Bryant, 1954
- Cryptocephalus pardalis Suffrian, 1857
- Cryptocephalus parens Clavareau, 1913
- Cryptocephalus parenthesis Dohrn, 1884
- Cryptocephalus parentheticus Suffrian, 1859
- Cryptocephalus partitipennis Fairmaire, 1902
- Cryptocephalus parvicollis Suffrian, 1866
- Cryptocephalus parvulus Mueller, 1776
- Cryptocephalus pasticus Suffrian, 1863
- Cryptocephalus patheticus Suffrian, 1853
- Cryptocephalus patruelis Harold, 1873
- Cryptocephalus patulus Suffrian, 1866
- Cryptocephalus pauli Weise, 1898
- Cryptocephalus paulojunctus Pic, 1923
- Cryptocephalus paulomaculatus Kimoto, 1981
- Cryptocephalus pauperculus Germar, 1848
- Cryptocephalus pavidus Suffrian, 1866
- Cryptocephalus pavlovskii Lopatin, 1956
- Cryptocephalus pectinicornis Suffrian, 1866
- Cryptocephalus pedatus Tan, 1992
- Cryptocephalus peliopterus Solsky, 1871
- Cryptocephalus penguensis Lopatin, 1991
- Cryptocephalus pennatus Bryant, 1943
- Cryptocephalus pentagrammus Suffrian, 1863
- Cryptocephalus perelegans Baly, 1873
- Cryptocephalus peringueyi Jacoby, 1895
- Cryptocephalus perparvus Clavareau, 1913
- Cryptocephalus perplexus Suffrian, 1863
- Cryptocephalus perrieri Fairmaire, 1899
- Cryptocephalus perrisi Tappes, 1869
- Cryptocephalus perroti Duvivier, 1891
- Cryptocephalus perspicax Weise, 1885
- Cryptocephalus peruanus Jacoby, 1907
- Cryptocephalus petaini Pic, 1943
- Cryptocephalus petraeus Suffrian, 1854
- Cryptocephalus petulans Weise, 1889
- Cryptocephalus pexicollis Suffrian, 1847
- Cryptocephalus peyroni Marseul, 1875
- Cryptocephalus phaleratus Tappes, 1871
- Cryptocephalus philothermus Suffrian, 1863
- Cryptocephalus piceolimbatus Pic, 1920
- Cryptocephalus piceolus Suffrian, 1866
- Cryptocephalus piceorufus Fairmaire, 1904
- Cryptocephalus piceoverticalis Pic, 1939
- Cryptocephalus picticollis Bryant, 1944
- Cryptocephalus picturatus Bohemann, 1858
- Cryptocephalus pictus Suffrian, 1858
- Cryptocephalus pieli Pic, 1928
- Cryptocephalus pilosellus Suffrian, 1854
- Cryptocephalus pilularius Suffrian, 1854
- Cryptocephalus pimenteli Pic, 1936
- Cryptocephalus pini (Linnaeus, 1758) – zmróżka sosnowa
- Cryptocephalus placidus Weise, 1892
- Cryptocephalus plagiatus Suffrian, 1852
- Cryptocephalus pinicola Schaeffer, 1920
- Cryptocephalus planicollis Bryant, 1945
- Cryptocephalus planifrons Weise, 1882
- Cryptocephalus plantaris Suffrian, 1868
- Cryptocephalus platus Blake, 1970
- Cryptocephalus pleuralis Fairmaire, 1899
- Cryptocephalus plicaticollis Pic, 1947
- Cryptocephalus plicatus Suffrian, 1863
- Cryptocephalus podager Seidlitz, 1867
- Cryptocephalus poeciloderma Chapuis, 1875
- Cryptocephalus poeyi Suffrian, 1866
- Cryptocephalus pokharensis Medvedev et Sprecher-Uebersax, 1999
- Cryptocephalus polgari Papp, 1951
- Cryptocephalus politus Suffrian, 1853
- Cryptocephalus polygranmmus Suffrian, 1852
- Cryptocephalus polymorphus Solsky, 1882
- Cryptocephalus polyspilus Suffrian, 1857
- Cryptocephalus pominorum Burlini, 1956
- Cryptocephalus populi Suffrian, 1848
- Cryptocephalus poricollis Jacoby, 1897
- Cryptocephalus porosus Suffrian, 1853
- Cryptocephalus postarcuatus Pic, 1923
- Cryptocephalus posticalis Jacoby, 1895
- Cryptocephalus pouilloni Pic, 1922
- Cryptocephalus povolnii Lopatin, 1969
- Cryptocephalus praecox Suffrian, 1860
- Cryptocephalus praeoccupatus Clavareau, 1913
- Cryptocephalus praeposterus Suffrian, 1863
- Cryptocephalus praetoriensis Jacoby, 1901
- Cryptocephalus praeustus Suffrian, 1863
- Cryptocephalus pragmaticus Dohrn, 1880
- Cryptocephalus prasolovi Lopatin, 1992
- Cryptocephalus praticola Weise, 1889
- Cryptocephalus preapicalis Pic, 1929
- Cryptocephalus presimulans Pic, 1943
- Cryptocephalus primarius Harold, 1872
- Cryptocephalus problematicus Jacoby, 1889
- Cryptocephalus procerulus Reineck, 1915
- Cryptocephalus profugus Suffrian, 1863
- Cryptocephalus profundesulcatus Duvivier, 1891
- Cryptocephalus prusias Suffrian, 1853
- Cryptocephalus przewalskii Lopatin, 1997
- Cryptocephalus pseudocautus L.Medvedev, 1973
- Cryptocephalus pseudoexsulans Lopatin, 1982
- Cryptocephalus pseudofulvus L.Medvedev, 1973
- Cryptocephalus pseudolateralis L.Medvedev, 1973
- Cryptocephalus pseudolusitanicus Arnold, 1937
- Cryptocephalus pseudomaccus White, 1968
- Cryptocephalus pseudoreitteri Tomov, 1976
- Cryptocephalus pseudosindonicus Burlini, 1960
- Cryptocephalus pubescens L.Medvedev, 1996
- Cryptocephalus pubicollis Linell, 1897
- Cryptocephalus pubiventris Schaeffer, 1920
- Cryptocephalus pulchellus Suffrian, 1848
- Cryptocephalus pulcher Gressitt, 1965
- Cryptocephalus pulchripennis Fairmaire, 1899
- Cryptocephalus pullus Marseul, 1869
- Cryptocephalus pulvillatus Suffrian, 1854
- Cryptocephalus pumilus Haldemann, 1849
- Cryptocephalus punctatissimus Suffrian, 1857
- Cryptocephalus punctatus Gravenhorst, 1807
- Cryptocephalus punctatobrunnescens Pic, 1927
- Cryptocephalus puncticollis Wollaston, 1864
- Cryptocephalus punctiger Paykull, 1799
- Cryptocephalus puncticeps Say, 1824
- Cryptocephalus punctohumeralis Pic, 1920
- Cryptocephalus punctonotatus Pic, 1900
- Cryptocephalus puniceus Papp, 1951
- Cryptocephalus purpureotinctus Lea, 1904
- Cryptocephalus purpurinus Fairmaire, 1899
- Cryptocephalus pusaensis Jacoby, 1908
- Cryptocephalus pushtunicus Lopatin, 1982
- Cryptocephalus pusillus Fabricius, 1777
- Cryptocephalus pustulatus Fabricius, 1798
- Cryptocephalus pustulipennis Jacoby, 1878
- Cryptocephalus pustulipes Ménétries, 1836
- Cryptocephalus putjatae Jacobson, 1895
- Cryptocephalus pygidialis Weise, 1904
- Cryptocephalus pygidionotatus Pic, 1930
- Cryptocephalus pygmaeus Fabricius, 1792
- Cryptocephalus pyrrhocnemis Reineck, 1915
- Cryptocephalus quadratipennis Lea, 1904
- Cryptocephalus quadratus Suffrian, 1854
- Cryptocephalus quadrigarius Bryant, 1946
- Cryptocephalus quadriguttatus Richter, 1820
- Cryptocephalus quadrillum Suffrian, 1860
- Cryptocephalus quadriluteolineatus Pic, 1923
- Cryptocephalus quadrilunatus Suffrian, 1857
- Cryptocephalus quadrinotaticollis Pic, 1930
- Cryptocephalus quadriplagiatus Jacoby, 1883
- Cryptocephalus quadripunctatus Olivier,1808
- Cryptocephalus quadripustulatus Gyllenhal, 1813
- Cryptocephalus quadriundulatus Pic, 1929
- Cryptocephalus quadrivittatus Jacoby, 1880
- Cryptocephalus quadrivulnerus Suffrian, 1863
- Cryptocephalus quadruplex Newman, 1841
- Cryptocephalus quaestuosus Kirsch, 1875
- Cryptocephalus quaternarius Suffrian, 1852
- Cryptocephalus quatuordecimmaculatus Schneider, 1792
- Cryptocephalus quatuordecimsignatus Suffrian, 1851
- Cryptocephalus querceti Suffrian, 1848
- Cryptocephalus quercus Schaeffer, 1906
- Cryptocephalus quelchi Waterhouse, 1895
- Cryptocephalus quindecimnotatus Suffrian, 1854
- Cryptocephalus quinquemaculatus Pic, 1932
- Cryptocephalus quinqueplagiatus Jacoby, 1895
- Cryptocephalus quinquepunctatus Scopoli, 1763
- Cryptocephalus rabatensis Pic, 1953
- Cryptocephalus rainwaterae Gressitt et Kimoto, 1961
- Cryptocephalus rajah Jacoby, 1908
- Cryptocephalus ramburii Suffrian, 1847
- Cryptocephalus ramnadensis Pic, 1920
- Cryptocephalus rectofasciatus Jacoby, 1908
- Cryptocephalus regalis Gebler, 1830
- Cryptocephalus regnieri Pic, 1923
- Cryptocephalus reichei Marseul, 1875
- Cryptocephalus reitteri Weise, 1882
- Cryptocephalus remaudierei Jolivet, 1953
- Cryptocephalus renatae Sassi, 2001
- Cryptocephalus rhodesianus Bryant, 1943
- Cryptocephalus rhombeus Suffrian, 1852
- Cryptocephalus rhombifer Suffrian, 1857
- Cryptocephalus richteri L.Medvedev, 1957
- Cryptocephalus rimosus Suffrian, 1852
- Cryptocephalus risbeci Bryant, 1946
- Cryptocephalus roberti Bryant, 1954
- Cryptocephalus robustissimus Pic, 1917
- Cryptocephalus rothschildi Jacoby, 1907
- Cryptocephalus ruandanus Jolivet, 1955
- Cryptocephalus rubetra Suffrian, 1858
- Cryptocephalus rubi Mйnйtries, 1832
- Cryptocephalus rubicundus Lea, 1904
- Cryptocephalus rubricus Suffrian, 1851
- Cryptocephalus rubrofasciatus Suffrian, 1851
- Cryptocephalus rubrotestaceus Pic, 1915
- Cryptocephalus rubysius Pic, 1911
- Cryptocephalus rudeli Weise, 1905
- Cryptocephalus ruficeps Suffrian, 1863
- Cryptocephalus rufipes Goeze, 1777
- Cryptocephalus rufitarsis Suffrian, 1851
- Cryptocephalus rufocinctus Suffrian, 1866
- Cryptocephalus rufocoeruleus Suffrian, 1857
- Cryptocephalus rufofasciatus Solsky, 1882
- Cryptocephalus rufofemoralis Pic, 1943
- Cryptocephalus rufofemoratus Jacoby, 1908
- Cryptocephalus rufoterminalis Lea, 1904
- Cryptocephalus rufulus Suffrian, 1860
- Cryptocephalus rugicollis Olivier, 1791
- Cryptocephalus rusticus Suffrian, 1851
- Cryptocephalus rutilans Lea, 1904
- Cryptocephalus rutiliventris Suffrian, 1857
- Cryptocephalus rosti Pic, 1902
- Cryptocephalus rubripes Hope, 1831
- Cryptocephalus rufoflavus Lopatin, 1984
- Cryptocephalus ruralis Weise, 1887
- Cryptocephalus ruri Chûjô, 1934
- Cryptocephalus reductosignatus Lopatin, 1963
- Cryptocephalus sacchii Jacoby, 1899
- Cryptocephalus sagamensis Tomov, 1982
- Cryptocephalus saginatus Suffrian, 1852
- Cryptocephalus sagittifer Lopatin, 1997
- Cryptocephalus sagittimaculatus Tang, 1992
- Cryptocephalus sahlbergi Stål, 1857
- Cryptocephalus saigonensis Pic, 1917
- Cryptocephalus salisburiensis Jacoby, 1900
- Cryptocephalus saintpierrei Tappes, 1869
- Cryptocephalus saliceti Zebe, 1855
- Cryptocephalus salvini Jacoby, 1880
- Cryptocephalus samniticus Leonardi et Sassi, 2001
- Cryptocephalus samuelsoni Lopatin, 1997
- Cryptocephalus sandrocottus Suffrian, 1854
- Cryptocephalus sanfordi Blatchley, 1913
- Cryptocephalus sanguinicollis Suffrian, 1852
- Cryptocephalus sanguinolentus Suffrian, 1854
- Cryptocephalus sannio Redtenbacher, 1848
- Cryptocephalus sansibaricus Harold, 1880
- Cryptocephalus sarafschanensis Solsky, 1882
- Cryptocephalus sarbazicus Lopatin, 1980
- Cryptocephalus sareptanus Morawitz, 1863
- Cryptocephalus saryarkensis L.Medvedev et Kulenova, 1980
- Cryptocephalus sassii Lopatin, 1999
- Cryptocephalus saucius Suffrian, 1852
- Cryptocephalus saudiensis Lopatin, 1983
- Cryptocephalus sauteri Chûjô, 1934
- Cryptocephalus scabiosus Lea, 1904
- Cryptocephalus scabrosus Olivier, 1808
- Cryptocephalus scarificollis Lopatin, 1984
- Cryptocephalus scapularis Suffrian, 1848
- Cryptocephalus schaefferi Schrank, 1789
- Cryptocephalus schoelleri Medvedev et Bezdek, 2001
- Cryptocephalus schreibersii Suffrian, 1852
- Cryptocephalus schulzi Weise, 1906
- Cryptocephalus scitulus Baly, 1873
- Cryptocephalus scripticollis Fairmaire, 1904
- Cryptocephalus sculptilis Jacoby, 1889
- Cryptocephalus scutellatus Jacoby, 1892
- Cryptocephalus scutemaculatus Tang, 1992
- Cryptocephalus seabrai Pic, 1936
- Cryptocephalus securus Weise, 1913
- Cryptocephalus sedecimpunctatus Suffrian, 1857
- Cryptocephalus seductus Lopatin, 1995
- Cryptocephalus seeldrayersi Clavareau, 1909
- Cryptocephalus sehestedti Fabricius, 1798
- Cryptocephalus semiargenteus Reitter, 1894
- Cryptocephalus semicinctus Weise, 1919
- Cryptocephalus semicircularis Suffrian, 1863
- Cryptocephalus semicoeruleus Pic, 1924
- Cryptocephalus semidivisus Jacoby, 1908
- Cryptocephalus semifasciatus Jacoby, 1907
- Cryptocephalus semiflavus Jacoby, 1908
- Cryptocephalus semimarginatus Jacoby, 1880
- Cryptocephalus semimetallicus Pic, 1929
- Cryptocephalus semiopacus Jacoby, 1907
- Cryptocephalus semiregularis Jacoby, 1904
- Cryptocephalus semirufulus Suffrian, 1854
- Cryptocephalus semivittatus Fairmaire, 1902
- Cryptocephalus senarius Suffrian, 1860
- Cryptocephalus senatorius Suffrian, 1857
- Cryptocephalus senegalensis Suffrian, 1857
- Cryptocephalus senguptai Lopatin, 1997
- Cryptocephalus separatus Jacoby, 1889
- Cryptocephalus septemplagiatus Chapuis, 1876
- Cryptocephalus septempunctatus Jacoby, 1889
- Cryptocephalus serenus Lea, 1904
- Cryptocephalus sericatus Suffrian, 1858
- Cryptocephalus sericeus Linnaeus, 1758 – zmróżka złotawa
- Cryptocephalus servicus Bryant, 1954
- Cryptocephalus sexguttatus Fabricius, 1798
- Cryptocephalus sexmaculatus Olivier, 1791
- Cryptocephalus sexplagiatus Jacoby, 1904
- Cryptocephalus sexpunctatus Linnaeus, 1758
- Cryptocephalus sexpustulatus Villers, 1789
- Cryptocephalus sexsignatus Fabricius, 1801
- Cryptocephalus shansiensis Chen, 1942
- Cryptocephalus shaowuanus Gressitt et Kimoto, 1961
- Cryptocephalus sheppardi Bryant, 1944
- Cryptocephalus siamensis Kimoto, 1981
- Cryptocephalus sibuti Pic, 1915
- Cryptocephalus sicardi Pic, 1932
- Cryptocephalus siccensis Normand, 1938
- Cryptocephalus siccus Suffrian, 1863
- Cryptocephalus shabalinae Lopatin, 1968
- Cryptocephalus sichuanicus Lopatin, 1999
- Cryptocephalus siedei Warchalowski, 2001
- Cryptocephalus signatellus Suffrian, 1866
- Cryptocephalus signatifrons Suffrian, 1847
- Cryptocephalus signatipennis Bryant, 1958
- Cryptocephalus sikkimensis Jacoby, 1908
- Cryptocephalus similis Tang, 1992
- Cryptocephalus simoni Weise, 1882
- Cryptocephalus simulans Schaeffer, 1906
- Cryptocephalus sinaita Suffrian, 1854
- Cryptocephalus sinensis Weise, 1889
- Cryptocephalus singhalus Lopatin, 1995
- Cryptocephalus singularipennis Pic, 1924
- Cryptocephalus singularis Jacoby, 1896
- Cryptocephalus sinuatipennis Pic, 1922
- Cryptocephalus sinuatolineatus Pic, 1920
- Cryptocephalus sinuatovittatus Jacoby, 1895
- Cryptocephalus slocumi Gressitt, 1942
- Cryptocephalus smaragdulus Fabricius, 1801
- Cryptocephalus smithi Jacoby, 1889
- Cryptocephalus snowi Schaeffer, 1934
- Cryptocephalus sobrinus Jacoby, 1904
- Cryptocephalus socius Stål, 1857
- Cryptocephalus solingensis Gressitt et Kimoto, 1961
- Cryptocephalus solivagus Leonardi et Sassi, 2001
- Cryptocephalus solus Chûjô, 1934
- Cryptocephalus sonani Chûjô, 1934
- Cryptocephalus sordidus Suffrian, 1852
- Cryptocephalus spangleri Lopatin, 1997
- Cryptocephalus speciosus Guérin, 1830
- Cryptocephalus spectator Weise, 1913
- Cryptocephalus specularis Suffrian, 1857
- Cryptocephalus sphacelatus Suffrian, 1866
- Cryptocephalus spilotus Hope, 1831
- Cryptocephalus splendens Kraatz, 1879
- Cryptocephalus splendidus Suffrian, 1851
- Cryptocephalus spurcus LeConte, 1859
- Cryptocephalus spurius Lopatin, 1956
- Cryptocephalus srilankus Lopatin, 1995
- Cryptocephalus stackelbergi Lopatin et Kulenova, 1971
- Cryptocephalus stanleyi Pic, 1923
- Cryptocephalus stauropterus Suffrian, 1857
- Cryptocephalus stchukini Faldermann, 1835
- Cryptocephalus steinheili Jacoby, 1878
- Cryptocephalus stenocerus Lea, 1904
- Cryptocephalus stercorator Suffrian, 1852
- Cryptocephalus sternalis Fairmaire, 1898
- Cryptocephalus sticticus Suffrian, 1859
- Cryptocephalus stigma Olivier, 1808
- Cryptocephalus stigmatipennis Jacoby, 1880
- Cryptocephalus stolidus Weise, 1885
- Cryptocephalus stragula Rossi, 1794
- Cryptocephalus strangulatus Suffrian, 1866
- Cryptocephalus strenuus Péring., 1892
- Cryptocephalus striatulus LeConte, 1880
- Cryptocephalus striatus Gravenhorst, 1807
- Cryptocephalus strigicollis Suffrian, 1851
- Cryptocephalus strigosus Germar, 1824
- Cryptocephalus striola Suffrian, 1863
- Cryptocephalus suavis Duvivier, 1892
- Cryptocephalus subaenescens Jacoby, 1907
- Cryptocephalus subaeneus Jacoby, 1880
- Cryptocephalus subatrocinctus Pic, 1922
- Cryptocephalus subcarneofasciatus Pic, 1911
- Cryptocephalus subconnectens Jacoby, 1904
- Cryptocephalus subcostatus Jacoby, 1904
- Cryptocephalus subcurvatus Jacoby, 1889
- Cryptocephalus subcyaneonotatus Pic, 1915
- Cryptocephalus subcylindricus Suffrian, 1860
- Cryptocephalus subdeserticola Berti et Rapilly, 1979
- Cryptocephalus subdisjunctus Pic, 1923
- Cryptocephalus subelatus Tappes, 1885
- Cryptocephalus subgeminatus Jacoby, 1908
- Cryptocephalus sublineelus Pic, 1915
- Cryptocephalus submarginatus Pic, 1924
- Cryptocephalus submetallicus Jacoby, 1908
- Cryptocephalus subnepalensis Lopatin, 1982
- Cryptocephalus subsimilis Clavareau, 1913
- Cryptocephalus substriatus Fairmaire, 1902
- Cryptocephalus subruber Rapilly, 1980
- Cryptocephalus subsimulans Chen, 1942
- Cryptocephalus subtilis Harold, 1872
- Cryptocephalus subsuturalis Pic, 1920
- Cryptocephalus subtigrinus Berti et Rapilly, 1979
- Cryptocephalus subunicolor Gressitt, 1942
- Cryptocephalus succulentus Suffrian, 1863
- Cryptocephalus sudanensis Reineck, 1915
- Cryptocephalus sudanicus Weise, 1907
- Cryptocephalus suillus Suffrian, 1860
- Cryptocephalus sulcifrons Suffrian, 1857
- Cryptocephalus sulcipennis Fairmaire, 1898
- Cryptocephalus sulcostriatus Fairmaire, 1901
- Cryptocephalus sulphureus Olivier, 1808
- Cryptocephalus sultani Pic, 1920
- Cryptocephalus surdus Rapilly, 1980
- Cryptocephalus suspectus Baly, 1865
- Cryptocephalus suturata Bryant, 1943
- Cryptocephalus suturellus Suffrian, 1857
- Cryptocephalus suturanigra Fairmaire, 1897
- Cryptocephalus swinhoei Bates, 1866
- Cryptocephalus tabidus Gerstäcker, 1871
- Cryptocephalus taeniatus Suffrian, 1852
- Cryptocephalus tainguensis L.N.Medvedev et Samoderzhenkov, 1987
- Cryptocephalus taiwanus Chûjô, 1934
- Cryptocephalus tamaricis Solsky, 1867
- Cryptocephalus tamatavensis Pic, 1933
- Cryptocephalus tamdaoensis L.N.Medvedev et Samoderzhenkov, 1987
- Cryptocephalus tananarivanus Pic, 1917
- Cryptocephalus tandalanus Pic, 1930
- Cryptocephalus tanganikanus Pic, 1930
- Cryptocephalus tappesi Marseul, 1868
- Cryptocephalus taravellieri Pic, 1922
- Cryptocephalus tardus Weise, 1888
- Cryptocephalus tarsalis Weise, 1887
- Cryptocephalus tataricus Gebler, 1841
- Cryptocephalus taylori Bryant, 1942
- Cryptocephalus telueticus Escalera, 1914
- Cryptocephalus tempestivus Suffrian, 1857
- Cryptocephalus tenebricosus Lea, 1904
- Cryptocephalus tenuelimbatus Lopatin, 1995
- Cryptocephalus tenuepunctatus Fairmaire, 1902
- Cryptocephalus terminassianae Lopatin, 1967
- Cryptocephalus teresae de Zayas, 1960
- Cryptocephalus terminalis Chapuis, 1879
- Cryptocephalus terulensis Pic, 1908
- Cryptocephalus tesseratus Chevrolat, 1834
- Cryptocephalus tessmanni Reineck, 1915
- Cryptocephalus testaceicornis Pic, 1947
- Cryptocephalus testaceipennis Pic, 1915
- Cryptocephalus testaceofemoralis Pic, 1933
- Cryptocephalus testaceopectoralis Pic, 1932
- Cryptocephalus testudineus Jacoby, 1889
- Cryptocephalus tetradecaspilotus Baly, 1873
- Cryptocephalus tetrathyrus Solsky, 1871
- Cryptocephalus tetraspilus Suffrian, 1851
- Cryptocephalus texanus Schaeffer, 1933
- Cryptocephalus thalassinus Suffrian, 1852
- Cryptocephalus therondi Franz, 1949
- Cryptocephalus theryi Pic, 1950
- Cryptocephalus thibetanus Pic, 1917
- Cryptocephalus thoreyi Jacoby, 1895
- Cryptocephalus tibialis Brisout, 1866
- Cryptocephalus tibiellus Suffrian, 1858
- Cryptocephalus tinantae Pic, 1929
- Cryptocephalus tinctus LeConte, 1880
- Cryptocephalus togoensis Jacoby, 1895
- Cryptocephalus tortuosus Suffrian, 1852
- Cryptocephalus tramuntanae Petitpierre, 1993
- Cryptocephalus transiens Franz, 1949
- Cryptocephalus transitorius Clavareau, 1913
- Cryptocephalus transversofasciatus Bryant, 1943
- Cryptocephalus transversus Olivier, 1808
- Cryptocephalus trapezicollis Lindberg, 1954
- Cryptocephalus triangularis Hope, 1831
- Cryptocephalus triangulifer Bryant, 1945
- Cryptocephalus tricinctus Redtenbacher, 1848
- Cryptocephalus tricoloraticollis Pic, 1915
- Cryptocephalus tricolor Rossi, 1792
- Cryptocephalus tricoloratus Jacobson, 1895
- Cryptocephalus tricostatus Jacoby, 1889
- Cryptocephalus tridentatus Klug, 1833
- Cryptocephalus trifasciatus Fabricius, 1787
- Cryptocephalus trigeminus Chapuis, 1876
- Cryptocephalus triluteomaculatus Pic, 1924
- Cryptocephalus trimaculatus Rossi, 1790
- Cryptocephalus trimaculatithorax Pic, 1929
- Cryptocephalus trinitatis Bryant, 1954
- Cryptocephalus trinotaticeps Pic, 1941
- Cryptocephalus tripartitus Fairmaire, 1899
- Cryptocephalus triplex Fairmaire, 1902
- Cryptocephalus tristiculus Weise, 1885
- Cryptocephalus tristigma Charpentier, 1825
- Cryptocephalus trisulcatus Suffrian, 1857
- Cryptocephalus tritransversatus Reineck, 1915
- Cryptocephalus triundulatus White, 1968
- Cryptocephalus trivirgatus J.Thoms., 1858
- Cryptocephalus trivittaticollis Pic, 1943
- Cryptocephalus trivittatus Olivier, 1808
- Cryptocephalus trizonatus Suffrian, 1858
- Cryptocephalus tropicus Jacoby, 1894
- Cryptocephalus tshorumae Tomov, 1984
- Cryptocephalus tschimganensis Weise,1894
- Cryptocephalus tubu Chûjô, 1954
- Cryptocephalus tucumanensis Jacoby, 1907
- Cryptocephalus turbatus Suffrian, 1863
- Cryptocephalus turcicus Suffrian, 1847
- Cryptocephalus turangae Lopatin, 1961
- Cryptocephalus turey de Zayas, 1960
- Cryptocephalus turgidus Suffrian, 1863
- Cryptocephalus tviridis Lea, 1904
- Cryptocephalus ueleensis Pic, 1930
- Cryptocephalus ugandae Bryant, 1941
- Cryptocephalus uhehensis Weise, 1904
- Cryptocephalus umarovi Lopatin, 1969
- Cryptocephalus umbonatus Schaeffer, 1906
- Cryptocephalus umbrosus Lopatin, 1956
- Cryptocephalus uncinatus Suffrian, 1860
- Cryptocephalus undecimplagiatus Jacoby, 1889
- Cryptocephalus undulatovittatus Pic, 1923
- Cryptocephalus unifasciatus Jacoby, 1889
- Cryptocephalus uniformis Suffrian, 1866
- Cryptocephalus uninotatus Bryant, 1944
- Cryptocephalus unimacuiatus Pic, 1931
- Cryptocephalus upembae Jolivet, 1954
- Cryptocephalus urbanus Suffrian, 1866
- Cryptocephalus usambaricus Weise, 1898
- Cryptocephalus undulatus Suffrian, 1854
- Cryptocephalus vahli Fabricius, 1798
- Cryptocephalus validicornis Lindberg, 1953
- Cryptocephalus vanderijsti Pic, 1929
- Cryptocephalus vanharteni
- Cryptocephalus vapidus
- Cryptocephalus varians Bryant, 1944
- Cryptocephalus variegatus Fabricius, 1781
- Cryptocephalus variicollis Weise, 1910
- Cryptocephalus variipennis Lea, 1904
- Cryptocephalus varioplagiatus Jacoby, 1901
- Cryptocephalus varipes Suffrian, 1863
- Cryptocephalus velatus Suffrian, 1863
- Cryptocephalus ventricosus Suffrian, 1863
- Cryptocephalus venustus Clavareau, 1913
- Cryptocephalus verae L.Medvedev, 1956
- Cryptocephalus vicarius Lea, 1904
- Cryptocephalus vidali Peyerimhoff, 1939
- Cryptocephalus vietnamensis Aslam, 1968
- Cryptocephalus villiersi Pic, 1947
- Cryptocephalus villosulus Suffrian, 1847
- Cryptocephalus vinctus Suffrian, 1866
- Cryptocephalus vinculatus Suffrian, 1857
- Cryptocephalus violaceus Laicharting, 1781
- Cryptocephalus vnigrum Jacoby, 1900
- Cryptocephalus virens Suffrian, 1847
- Cryptocephalus virginensis White, 1968
- Cryptocephalus virgineus Suffrian, 1866
- Cryptocephalus virgula Suffrian, 1854
- Cryptocephalus viridiaeneus Boheman, 1858
- Cryptocephalus viridiceps Pic, 1923
- Cryptocephalus viridinitens Chapuis, 1875
- Cryptocephalus viridipennis Suffrian, 1851
- Cryptocephalus vitalisi Pic, 1922
- Cryptocephalus vitellinus Lopatin, 1980
- Cryptocephalus vitraci Fleutiaux, 1889
- Cryptocephalus vittatus Fabricius, 1775
- Cryptocephalus vittiger Suffrian, 1857
- Cryptocephalus vittipennis Suffrian, 1854
- Cryptocephalus vividus Lopatin, 1997
- Cryptocephalus volkovitshi Lopatin, 1976
- Cryptocephalus volubilisus Pic, 1950
- Cryptocephalus vouauxi Achard, 1921
- Cryptocephalus vuilleti Achard, 1921
- Cryptocephalus walagarensis Pic, 1943
- Cryptocephalus wallacei Baly, 1865
- Cryptocephalus wehnckei Weise, 1882
- Cryptocephalus westwoodi Jacoby, 1897
- Cryptocephalus weymarni Gressitt et Kimoto, 1961
- Cryptocephalus wiedemanni Suffrian, 1857
- Cryptocephalus wittei Pic, 1953
- Cryptocephalus wittmeri Lopatin, 1977
- Cryptocephalus wittmerorum Lopatin, 1995
- Cryptocephalus wnigrum Suffrian, 1857
- Cryptocephalus xanthocephalus Suffrian, 1863
- Cryptocephalus xanthomelas Bryant, 1941
- Cryptocephalus xanthopygus Suffrian, 1863
- Cryptocephalus xanthospilus Suffrian, 1852
- Cryptocephalus xanthus Jablokoff-Khnzorian, 1968
- Cryptocephalus xerampelinus Suffrian, 1852
- Cryptocephalus yaosanicus Chen, 1942
- Cryptocephalus yemenicus Lopatin, 1999
- Cryptocephalus yorubae Schöller, 2002
- Cryptocephalus yoshimotoi Kimoto, 1981
- Cryptocephalus zaitzevi Lopatin, 1977
- Cryptocephalus zapotensis Jacoby, 1880
- Cryptocephalus zarudnianus L.Medvedev, 1971
- Cryptocephalus zarudnii Lopatin, 1953
- Cryptocephalus zavattarii Pic, 1939
- Cryptocephalus zejensis Mikhailov, 2000
- Cryptocephalus zersimus Aslam, 1968
- Cryptocephalus zhongdianensis Tang, 1992
- Cryptocephalus ziczac Suffrian, 1857
- Cryptocephalus zinovjevi L.Medvedev, 1973
- Cryptocephalus zoiai Sassi, 2001
- Cryptocephalus zonalis Jacoby, 1908